# Specie di Dendrobium
Elenco delle specie di Dendrobium

## A

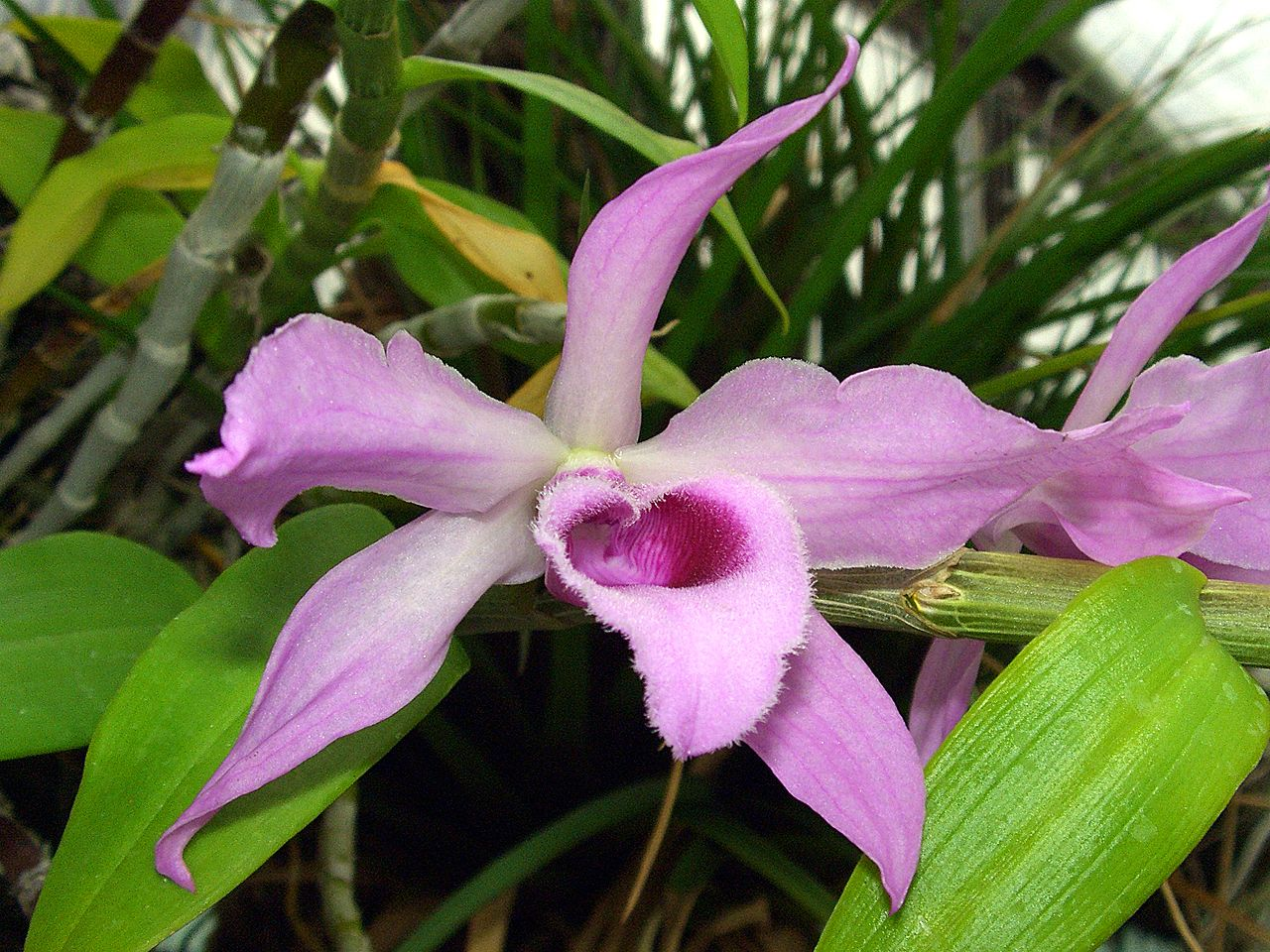
Dendrobium anosmum

- Dendrobium abbreviatum Schltr., 1912
- Dendrobium aberrans Schltr., 1912
- Dendrobium abhaycharanii (Phukan & A.A.Mao) Schuit. & Peter B.Adams, 2011
- Dendrobium acaciifolium J.J.Sm., 1917
- Dendrobium acanthephippiiflorum J.J.Sm., 1915
- Dendrobium acerosum Lindl., 1841
- Dendrobium aciculare Lindl., 1840
- Dendrobium acinaciforme Roxb., 1832
- Dendrobium aclinia Rchb.f., 1856
- Dendrobium acuminatissimum (Blume) Lindl., 1830
- Dendrobium acutifolium Ridl., 1917
- Dendrobium acutilingue Schuit. & Peter B.Adams, 2011
- Dendrobium acutilobum Schltr., 1912
- Dendrobium acutimentum J.J.Sm., 1917
- Dendrobium acutisepalum J.J.Sm., 1911
- Dendrobium adae F.M.Bailey, 1884
- Dendrobium adamsii A.D.Hawkes, 1952
- Dendrobium aduncilobum J.J.Sm., 1927
- Dendrobium aduncum Lindl., 1842
- Dendrobium aemulum R.Br., 1810
- Dendrobium aethalodes Ormerod, 2007
- Dendrobium affine (Decne.) Steud., 1840
- Dendrobium agamense J.J.Sm., 1926
- Dendrobium agrostophylloides Schltr., 1912
- Dendrobium agrostophyllum F.Muell., 1874
- Dendrobium agusanense Ames, 1923
- Dendrobium ajoebii J.J.Sm., 1913
- Dendrobium alabense J.J.Wood, 1990
- Dendrobium alaticaulinum P.Royen, 1979
- Dendrobium albayense Ames, 1912
- Dendrobium albiflorum Ridl., 1886
- Dendrobium albopurpureum (Seidenf.) Schuit. & Peter B.Adams, 2011
- Dendrobium albosanguineum Lindl. & Paxton, 1851
- Dendrobium alderwereltianum J.J.Sm., 1917
- Dendrobium alexandrae Schltr., 1912
- Dendrobium aliciae Ames & Quisumb., 1934
- Dendrobium aloifolium (Blume) Rchb.f., 1861
- Dendrobium alticola Schltr., 1912
- Dendrobium amabile  (Lour.) O'Brien, 1909
- Dendrobium amboinense Hook., 1856
- Dendrobium amethystoglossum Rchb.f., 1872
- Dendrobium amoenum Wall. ex Lindl., 1830
- Dendrobium amphigenyum Ridl., 1916
- Dendrobium amplum Lindl., 1830
- Dendrobium anamalayanum Chandrab., V.Chandras. & N.C.Nair, 1981
- Dendrobium anceps Sw., 1800
- Dendrobium ancipitum (P.O'Byrne & J.J.Verm.) Schuit. & Peter B.Adams, 2011
- Dendrobium andreemillariae T.M.Reeve, 1982
- Dendrobium angulatum Lindl., 1830
- Dendrobium angustiflorum J.J.Sm., 1912
- Dendrobium angustifolium (Blume) Lindl., 1830
- Dendrobium angustipetalum J.J.Sm., 1905
- Dendrobium angustispathum J.J.Sm., 1935
- Dendrobium angustitepalum (W.K.Harris & M.A.Clem.) Schuit. & de Vogel, 2009
- Dendrobium anisobulbon Schuit. & Peter B.Adams, 2011
- Dendrobium annae J.J.Sm., 1905
- Dendrobium annamense Rolfe, 1906
- Dendrobium annuligerum Rchb.f., 1871
- Dendrobium anosmum Lindl., 1845
- Dendrobium antennatum Lindl., 1843
- Dendrobium anthrene Ridl., 1896
- Dendrobium apertum Schltr., 1912
- Dendrobium aphanochilum Kraenzl., 1910
- Dendrobium aphrodite Rchb.f., 1862
- Dendrobium aphyllum (Roxb.) C.E.C.Fisch., 1928
- Dendrobium apiculiferum J.J.Sm., 1913
- Dendrobium appendicula Schltr., 1912
- Dendrobium appendiculatum (Blume) Lindl., 1830
- Dendrobium aprinoides J.J.Sm., 1929
- Dendrobium aprinum J.J.Sm., 1911
- Dendrobium aqueum Lindl., 1843
- Dendrobium arachnoideum Schltr., 1912
- Dendrobium araneola Schltr., 1912
- Dendrobium aratriferum J.J.Sm., 1908
- Dendrobium archipelagense Howcroft & W.N.Takeuchi, 2002
- Dendrobium arcuatum J.J.Sm., 1905
- Dendrobium arfakense J.J.Sm., 1913
- Dendrobium argiense J.J.Sm., 1913
- Dendrobium aridum J.J.Sm., 1935
- Dendrobium aries J.J.Sm., 1914
- Dendrobium aristiferum J.J.Sm., 1911
- Dendrobium arjunoense (J.J.Wood & J.B.Comber) Schuit. & Peter B.Adams, 2011
- Dendrobium armeniacum P.J.Cribb, 1981
- Dendrobium armitiae F.M.Bailey, 1900
- Dendrobium aromaticum J.J.Sm., 1915
- Dendrobium arthrobulbum Kraenzl., 1914
- Dendrobium arunachalense C.Deori, S.K.Sarma, Phukan & A.A.Mao, 2006
- Dendrobium asperatum Schltr., 1912
- Dendrobium asphale Rchb.f., 1874
- Dendrobium assamicum S.Chowdhury, 1988
- Dendrobium atavus J.J.Sm., 1905
- Dendrobium atjehense J.J.Sm., 1932
- Dendrobium atroviolaceum Rolfe, 1890
- Dendrobium attenuatum Lindl., 1858
- Dendrobium aurantiflammeum J.J.Wood, 1998
- Dendrobium aurantiroseum P.Royen ex T.M.Reeve, 1982
- Dendrobium aureicolor J.J.Sm., 1911
- Dendrobium aureilobum J.J.Sm., 1921
- Dendrobium auriculatum Ames & Quisumb., 1932
- Dendrobium austrocaledonicum Schltr., 1906
- Dendrobium auyongii T.Yukawa, 1998
- Dendrobium axillare Schltr., 1912
- Dendrobium ayubii J.B.Comber & J.J.Wood, 1999

## B
- Dendrobium babiense J.J.Sm., 1912

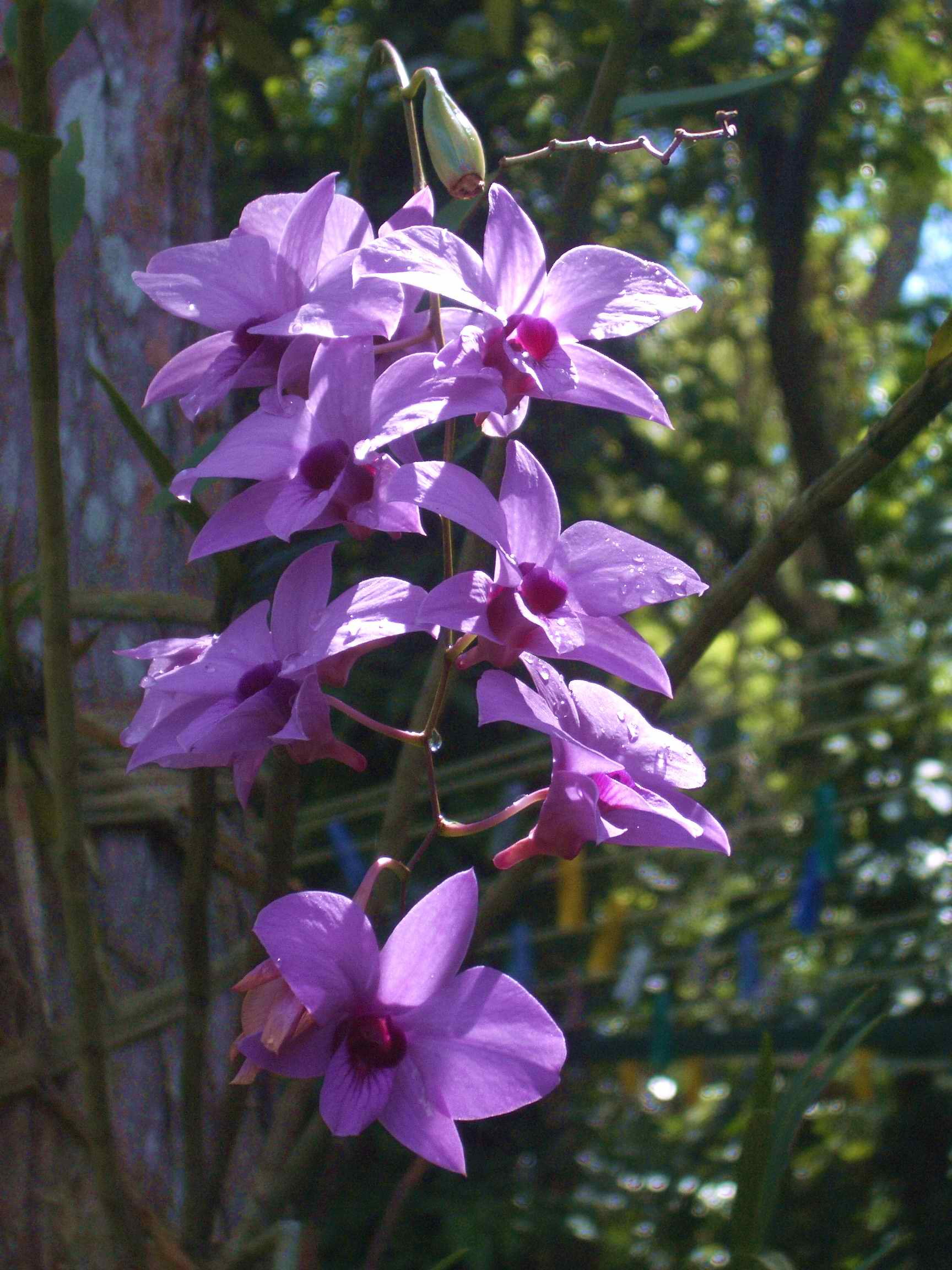
Dendrobium bigibbum

- Dendrobium baeuerlenii F.Muell. & Kraenzl., 1894
- Dendrobium baileyi F.Muell., 1874
- Dendrobium bakoense J.J.Wood, 2008
- Dendrobium balzerianum Fessel & Lückel, 1997
- Dendrobium bambusiforme Schltr., 1923
- Dendrobium bambusinum Ridl., 1916
- Dendrobium bancanum J.J.Sm., 1909
- Dendrobium bandaense Schltr., 1906
- Dendrobium banghamii Ames & C.Schweinf., 1934
- Dendrobium barbatulum Lindl., 1830
- Dendrobium barbatum Breda, 1830
- Dendrobium bariense J.J.Sm., 1934
- Dendrobium barioense J.J.Wood, 2008
- Dendrobium barisanum J.J.Sm., 1917
- Dendrobium basilanense Ames, 1912
- Dendrobium beamaniorum J.J.Wood & A.L.Lamb, 1993
- Dendrobium begaudii (Cavestro) Schuit. & Peter B.Adams, 2011
- Dendrobium bellatulum Rolfe, J. Linn. Soc., 1903
- Dendrobium bensoniae Rchb.f., 1867
- Dendrobium bialatum J.J.Sm., 1912
- Dendrobium bicallosum Ridl., 1917
- Dendrobium bicameratum Lindl., 1839
- Dendrobium bicarinatum Ames & C.Schweinf., 1920
- Dendrobium bicaudatum Reinw. ex Lindl., 1858
- Dendrobium bicolense Lubag-Arquiza, 2006
- Dendrobium bicornutum Schltr., 1906
- Dendrobium bicostatum J.J.Sm., 1906
- Dendrobium bicristatum Ormerod, 2008
- Dendrobium bidentiferum J.J.Sm., 1908
- Dendrobium bifalce Lindl., 1843
- Dendrobium bifarium Lindl., 1830
- Dendrobium biflorum (G.Forst.) Sw., 1799
- Dendrobium bifurcatum T.Yukawa, 2003
- Dendrobium bigibbum Lindl., 1852
- Dendrobium bihamulatum J.J.Sm., 1917
- Dendrobium bilobulatum Seidenf., 1985
- Dendrobium bilobum Lindl., 1843
- Dendrobium biloculare J.J.Sm., 1904
- Dendrobium bismarckiense Schltr., 1905
- Dendrobium blanche-amesiae A.D.Hawkes & A.H.Heller, 1957
- Dendrobium blaoense Schuit. & Peter B.Adams, 2011
- Dendrobium blumei Lindl., 1830
- Dendrobium boosii Cootes & W.Suarez, 2011
- Dendrobium bostrychodes Rchb.f., 1880
- Dendrobium boumaniae J.J.Sm., 1926
- Dendrobium bowmanii Benth., 1873
- Dendrobium brachyanthum Schltr., 1921
- Dendrobium brachycalyptra Schltr., 1923
- Dendrobium brachycentrum Ridl., 1916
- Dendrobium brachypus (Endl.) Rchb.f., 1876
- Dendrobium brachythecum F.Muell. & Kraenzl., 1894
- Dendrobium bracteosum Rchb.f., 1886
- Dendrobium braianense Gagnep., 1938
- Dendrobium branderhorstii J.J.Sm., 1910
- Dendrobium brassii T.M.Reeve & P.Woods, 1989
- Dendrobium brevibulbum J.J.Sm., 1928
- Dendrobium brevicaudum D.L.Jones & M.A.Clem., 1994
- Dendrobium brevicaule Rolfe, 1899
- Dendrobium brevicolle J.J.Sm., 1904
- Dendrobium brevilabium Schltr., 1912
- Dendrobium brevimentum Seidenf., 1985
- Dendrobium brillianum Ormerod & Cavestro, 2005
- Dendrobium brunnescens Schltr., 1912
- Dendrobium brunneum Schuit. & Peter B.Adams, 2011
- Dendrobium brymerianum Rchb.f., 1875
- Dendrobium buffumii A.D.Hawkes, 1957
- Dendrobium bukidnonense Ames & Quisumb., 1936
- Dendrobium bulbophylloides Schltr., 1912
- Dendrobium bullenianum Rchb.f., 1862
- Dendrobium bunuanense Ames, 1925
- Dendrobium busuangense Ames, 1920

## C

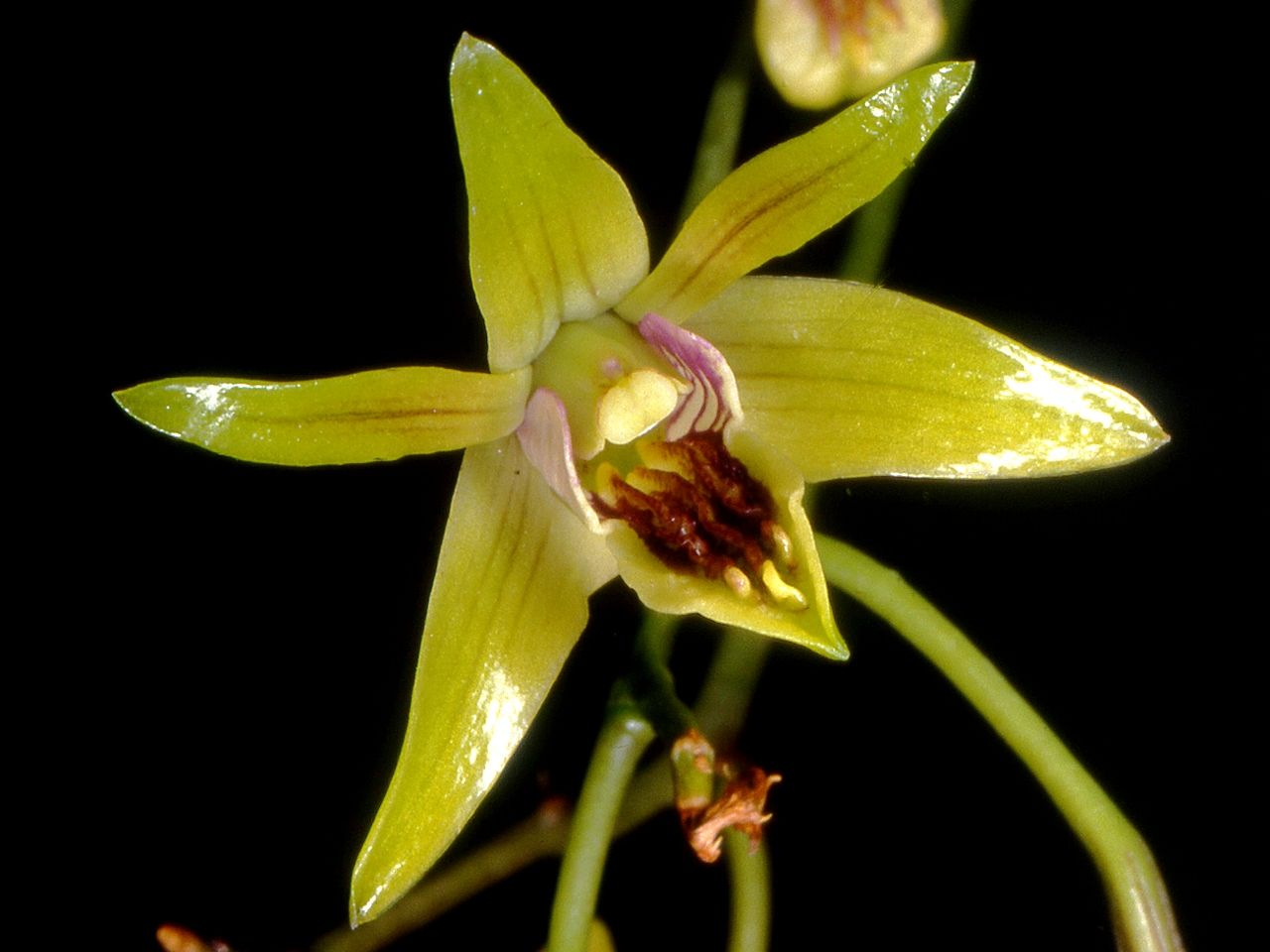
Dendrobium capra

- Dendrobium cabadbarense Ames, 1915
- Dendrobium cacuminis Gagnep., 1930
- Dendrobium cadetia J.J.Sm., 1909
- Dendrobium cadetiiflorum J.J.Sm., 1935
- Dendrobium cadetioides Schltr., 1912
- Dendrobium calcaratum A.Rich., 1834
- Dendrobium calcariferum Carr, 1935
- Dendrobium calceolum Roxb., 1832
- Dendrobium calicopis Ridl., 1899
- Dendrobium caliculi-mentum R.S.Rogers, 1925
- Dendrobium calocephalum (Z.H.Tsi & S.C.Chen) Schuit. & Peter B.Adams, 2011
- Dendrobium calophyllum Rchb.f., 1870
- Dendrobium calopogon Rchb.f., 1862
- Dendrobium calothyrsos Schltr., 1922
- Dendrobium calyptratum J.J.Sm., 1911
- Dendrobium camaridiorum Rchb.f., 1876
- Dendrobium campbellii P.J.Cribb & B.A.Lewis, 1991
- Dendrobium canaliculatum R.Br., 1810
- Dendrobium cancroides T.E.Hunt, 1947
- Dendrobium candoonense Ames, 1922
- Dendrobium capillipes Rchb.f., 1867
- Dendrobium capitellatoides J.J.Sm., 1917
- Dendrobium capituliflorum Rolfe, 1901
- Dendrobium capra J.J.Sm., 1910
- Dendrobium carinatum (L.) Willd., 1805
- Dendrobium cariniferum Rchb.f., 1869
- Dendrobium carinulatidiscum J.J.Sm., 1929
- Dendrobium carnicarinum Kores, 1989
- Dendrobium carolinense Schltr., 1921
- Dendrobium carrii Rupp & C.T.White, 1937
- Dendrobium carronii Lavarack & P.J.Cribb, 1983
- Dendrobium caryicola Guillaumin, 1953
- Dendrobium casuarinae Schltr., 1918
- Dendrobium catenatum Lindl., 1830
- Dendrobium catillare Rchb.f., 1868
- Dendrobium caudiculatum (M.A.Clem. & D.L.Jones) Schuit. & de Vogel, 2003
- Dendrobium cavipes J.J.Sm., 1908
- Dendrobium celebense J.J.Sm., 1911
- Dendrobium centrale J.J.Sm., 1911
- Dendrobium ceraceum Schltr., 1923
- Dendrobium ceratostyloides J.J.Sm., 1908
- Dendrobium ceraula Rchb.f., 1876
- Dendrobium cervicaliferum J.J.Sm., 1913
- Dendrobium chalmersii F.Muell., 1882
- Dendrobium chamaephytum Schltr., 1905
- Dendrobium chameleon Ames, 1908
- Dendrobium chapaense Aver., 2006
- Dendrobium chewiorum J.J.Wood & A.L.Lamb, 2008
- Dendrobium chiengmaiense Schuit. & Peter B.Adams, 2011
- Dendrobium chionanthum Schltr., 1905
- Dendrobium chittimae Seidenf., 1997
- Dendrobium chloranthum Schuit. & Peter B.Adams, 2011
- Dendrobium chlorostylum Gagnep., 1950
- Dendrobium chordiforme Kraenzl., 1910
- Dendrobium christyanum Rchb.f., 1882
- Dendrobium chrysanthum Wall. ex Lindl., 1830
- Dendrobium chryseum Rolfe, 1888
- Dendrobium chrysobulbon Schltr., 1922
- Dendrobium chrysocrepis E.C.Parish & Rchb.f. ex Hook.f., 1872
- Dendrobium chrysographatum Ames, 1915
- Dendrobium chrysopterum Schuit. & de Vogel, 2001
- Dendrobium chrysosema Schltr., 1923
- Dendrobium chrysotainium Schltr., 1910
- Dendrobium chrysotoxum Lindl., 1847
- Dendrobium chrysotropis Schltr., 1905
- Dendrobium ciliatilabellum Seidenf., 1985
- Dendrobium cinnabarinum Rchb.f., 1880
- Dendrobium citrinum Ridl., 1916
- Dendrobium clausum Schltr., 1912
- Dendrobium clavator Ridl., 1896
- Dendrobium clavuligerum J.J.Sm., 1934
- Dendrobium cleistogamum Schltr., 1906
- Dendrobium clemensiae Ames, 1912
- Dendrobium closterium Rchb.f., 1876
- Dendrobium cochleatum J.J.Sm., 1908
- Dendrobium cochliodes Schltr., 1912
- Dendrobium codonosepalum J.J.Sm., 1935
- Dendrobium coelandria Kraenzl., 1910
- Dendrobium coeloglossum Schltr., 1912
- Dendrobium collinsii (Lavarack) Schuit. & Peter B.Adams, 2011
- Dendrobium collinum J.J.Sm., 1910
- Dendrobium coloratum J.J.Sm., 1913
- Dendrobium comatum (Blume) Lindl., 1830
- Dendrobium comberi P.O'Byrne & J.J.Verm., 2003
- Dendrobium compactum Rolfe ex W.Hackett, 1904
- Dendrobium compressibulbum Schuit. & Peter B.Adams, 2011
- Dendrobium compressicaule J.J.Sm., 1928
- Dendrobium compressimentum J.J.Sm., 1928
- Dendrobium compressistylum J.J.Sm., 1926
- Dendrobium compressum Lindl., 1842
- Dendrobium conanthum Schltr., 1912
- Dendrobium concavum J.J.Sm., 1905
- Dendrobium concolor (Z.H.Tsi & S.C.Chen) Schuit. & Peter B.Adams, 2011
- Dendrobium confinale Kerr, 1927
- Dendrobium confluens J.J.Sm., 1928
- Dendrobium confundens Kraenzl., 1910
- Dendrobium conicum J.J.Sm., 1912
- Dendrobium connatum (Blume) Lindl., 1830
- Dendrobium connexicostatum J.J.Sm., 1935
- Dendrobium conspicuum Bakh.f., 1963
- Dendrobium constrictum J.J.Sm., 1908
- Dendrobium contextum Schuit. & de Vogel ex J.M.H.Shaw, 2003
- Dendrobium convexipes J.J.Sm., 1929
- Dendrobium convexum (Blume) Lindl., 1830
- Dendrobium convolutum Rolfe, 1906
- Dendrobium copelandianum F.Muell. & Kraenzl., 1895
- Dendrobium copelandii (F.M.Bailey) Rupp, 1945
- Dendrobium corallorhizon J.J.Sm., 1931
- Dendrobium correllianum A.D.Hawkes & A.H.Heller, 1957
- Dendrobium corrugatilobum J.J.Sm.,1921
- Dendrobium corticicola Schltr., 1912
- Dendrobium corydaliflorum J.J.Wood, 2008
- Dendrobium courtauldii Summerh. ex J.J.Wood, 1981
- Dendrobium cowenii P.O'Byrne & J.J.Verm., 2007
- Dendrobium crabro Ridl., 1908
- Dendrobium crassicaule Schltr., 1906
- Dendrobium crassiflorum J.J.Sm., 1911
- Dendrobium crassifolium Schltr., Bot. Jahrb. Syst. 39: 72 (1906
- Dendrobium crassilabium P.J.Spence, 2004
- Dendrobium crassimarginatum L.O.Williams, 1937
- Dendrobium crassinervium J.J.Sm., 1913
- Dendrobium crassulum (Schltr.) J.J.Sm., 1912
- Dendrobium crenatifolium J.J.Sm., 1911
- Dendrobium crenatilabre J.J.Sm., 1912
- Dendrobium crenatilobum (P.O'Byrne & J.J.Verm.) Schuit. & Peter B.Adams, 2011
- Dendrobium crenicristatum Ridl., 1910
- Dendrobium crenulatum J.J.Sm., 1908
- Dendrobium crepidatum Lindl. & Paxton, 1850
- Dendrobium crispatum (G.Forst.) Sw., 1799
- Dendrobium crispilinguum P.J.Cribb, 1980
- Dendrobium crocatum Hook.f., 1890
- Dendrobium croceocentrum J.J.Sm., 1920
- Dendrobium crucilabre J.J.Sm., 1927
- Dendrobium cruentum Rchb.f., 1884
- Dendrobium crumenatum Sw., 1800
- Dendrobium cruttwellii T.M.Reeve, 1980
- Dendrobium crystallinum Rchb.f., 1868
- Dendrobium cuculliferum J.J.Sm., 1913
- Dendrobium cucullitepalum J.J.Sm., 1928
- Dendrobium cucumerinum McLeay ex Lindl., 1842
- Dendrobium cultrifolium Schltr., 1919
- Dendrobium cumulatum Lindl., 1855
- Dendrobium cuneatum Schltr., 1906
- Dendrobium cuneilabium (Schltr.) J.J.Sm., 1934
- Dendrobium cuneilabrum J.J.Sm., 1909
- Dendrobium cunninghamii Lindl., 1835
- Dendrobium curviflorum Rolfe, 1895
- Dendrobium curvimentum J.J.Sm., 1917
- Dendrobium curvisepalum Ridl., 1916
- Dendrobium curvum Ridl., 1917
- Dendrobium cuspidatum Lindl., 1830
- Dendrobium cuthbertsonii F.Muell., 1888
- Dendrobium cyanocentrum Schltr., 1905
- Dendrobium cyanopterum Kraenzl., 1910
- Dendrobium cyatopoides J.J.Sm., 1931
- Dendrobium cyclobulbon Schltr., 1912
- Dendrobium cyclolobum Schltr., 1912
- Dendrobium cyclopense J.J.Sm., 1912
- Dendrobium cylindricum J.J.Sm., 1913
- Dendrobium cymatoleguum Schltr., 1906
- Dendrobium cymbicallum P.O'Byrne & J.J.Wood, O2007
- Dendrobium cymbidioides (Blume) Lindl., 1830
- Dendrobium cymbiforme Rolfe, 1898
- Dendrobium cymboglossum J.J.Wood & A.L.Lamb, 1994
- Dendrobium cymbulipes J.J.Sm., 1927
- Dendrobium cyrtolobum Schltr., 1912
- Dendrobium cyrtosepalum Schltr., 1905

## D

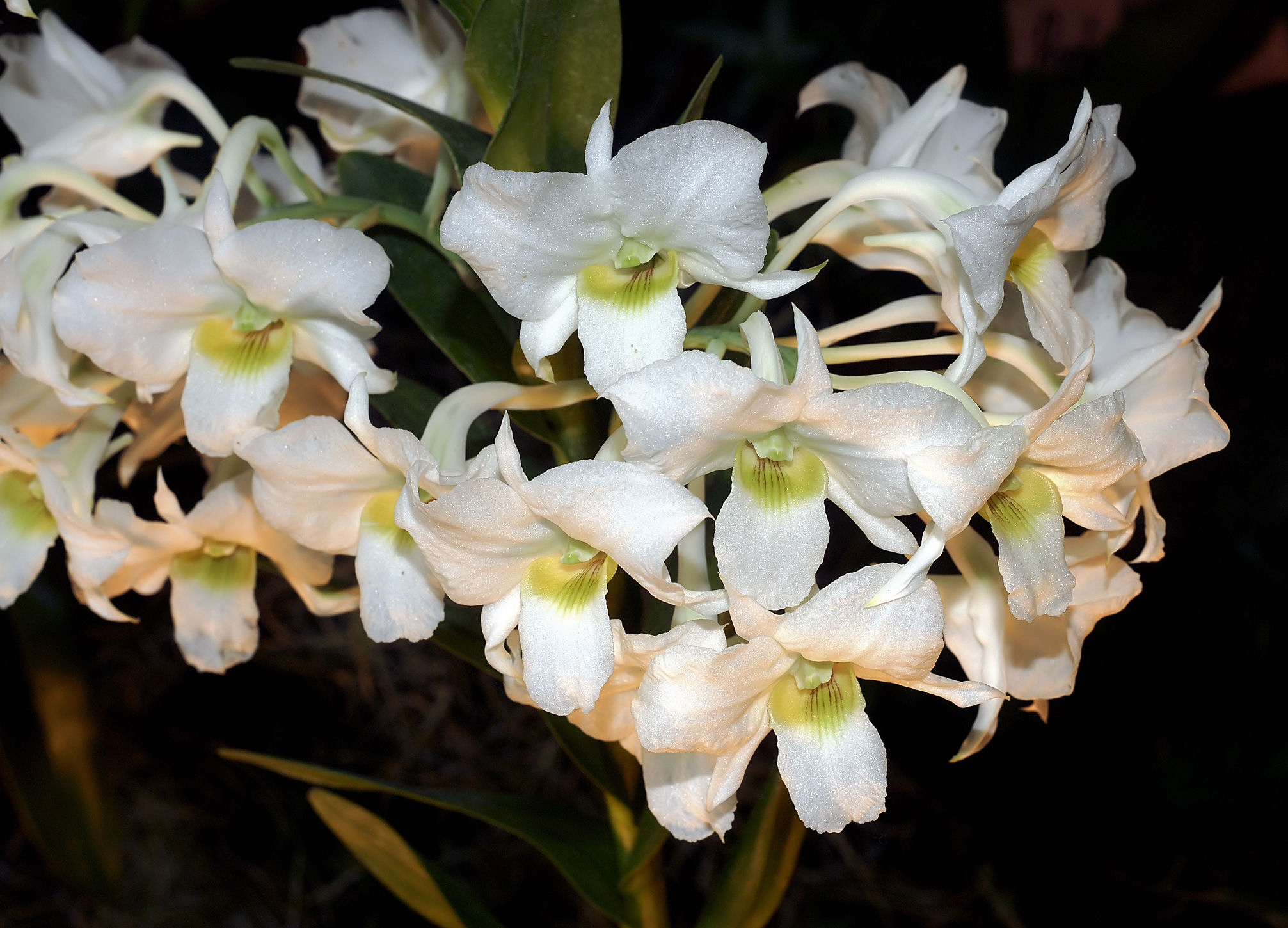
Dendrobium dearei

- Dendrobium dactyliferum Rchb.f., 1884
- Dendrobium dactylodes Rchb.f., 1877
- Dendrobium daenikerianum Kraenzl., 1929
- Dendrobium dahlemense Schltr., N1918
- Dendrobium daimandauii J.J.Wood, 2011
- Dendrobium daklakense Tich, Schuit. & J.J.Verm., 2010
- Dendrobium dalatense Gagnep., 1930
- Dendrobium dantaniense Guillaumin, 1957
- Dendrobium darjeelingense Pradhan, 1979
- Dendrobium datinconnieae J.J.Wood & C.L.Chan, 2010
- Dendrobium davaoense Lubag-Arquiza, 2006
- Dendrobium dearei Rchb.f., 1882
- Dendrobium debile Schltr., 1912
- Dendrobium decoratum (M.A.Clem. & Cootes) Schuit. & Peter B.Adams, 2011
- Dendrobium decumbens Schltr., 1912
- Dendrobium deflexilobum J.J.Wood & A.L.Lamb, 2008
- Dendrobium dekockii J.J.Sm., 1911
- Dendrobium delacourii Guillaumin, 1924
- Dendrobium deltatum Seidenf., 1985
- Dendrobium dempoense J.J.Sm., 1920
- Dendrobium dendrocolla J.J.Sm., 1904
- Dendrobium dendrocolloides J.J.Sm., 1913
- Dendrobium denigratum J.J.Sm., 1920
- Dendrobium denneanum Kerr, 1933
- Dendrobium densiflorum Lindl., 1830
- Dendrobium densifolium Schltr., 1912
- Dendrobium dentatum Seidenf., 1981
- Dendrobium denudans D.Don, 1825
- Dendrobium deplanchei Rchb.f., 1876
- Dendrobium derryi Ridl., (1907
- Dendrobium devogelii J.J.Wood, 2008
- Dendrobium devonianum Paxton, (1840
- Dendrobium devosianum J.J.Sm., 1934
- Dendrobium dianae Metusala, P.O'Byrne & J.J.Wood, 2010
- Dendrobium diaphanum Schltr., 1910
- Dendrobium diceras Schltr., 1919
- Dendrobium dichaeoides Schltr., (1912
- Dendrobium dichroma Schltr., 1912
- Dendrobium dichrotropis Schltr., 1912
- Dendrobium dickasonii L.O.Williams, 1940
- Dendrobium dicuphum F.Muell., 1874
- Dendrobium dielsianum Schltr., 1923
- Dendrobium diffusum L.O.Williams, 1937
- Dendrobium dilatatocolle J.J.Sm., 1904
- Dendrobium dillonianum A.D.Hawkes & A.H.Heller, 1957
- Dendrobium dimorphum J.J.Sm., B1930
- Dendrobium diodon Rchb.f., 1876
- Dendrobium dionaeoides J.J.Sm., 1915
- Dendrobium discerptum J.J.Sm., 1910
- Dendrobium discocaulon Schltr., 1912
- Dendrobium discoides Schltr., 1912
- Dendrobium discolor Lindl., 1841
- Dendrobium dissitifolium Ridl., 1916
- Dendrobium distachyon Lindl., 1858
- Dendrobium distichobulbum P.J.Cribb, K1995
- Dendrobium distichum (C.Presl) Rchb.f., L1876
- Dendrobium ditschiense J.J.Sm., B1934
- Dendrobium dixanthum Rchb.f., 1865
- Dendrobium dixonianum Rolfe ex Downie, 1925
- Dendrobium djamuense Schltr., 1912
- Dendrobium dolichocaulon Schltr., 1923
- Dendrobium doloissumbinii J.J.Wood, 2009
- Dendrobium doormanii J.J.Sm., 1929
- Dendrobium draconis Rchb.f., 1862
- Dendrobium dulce J.J.Sm., 1909
- Dendrobium durum J.J.Sm., 1905

## E

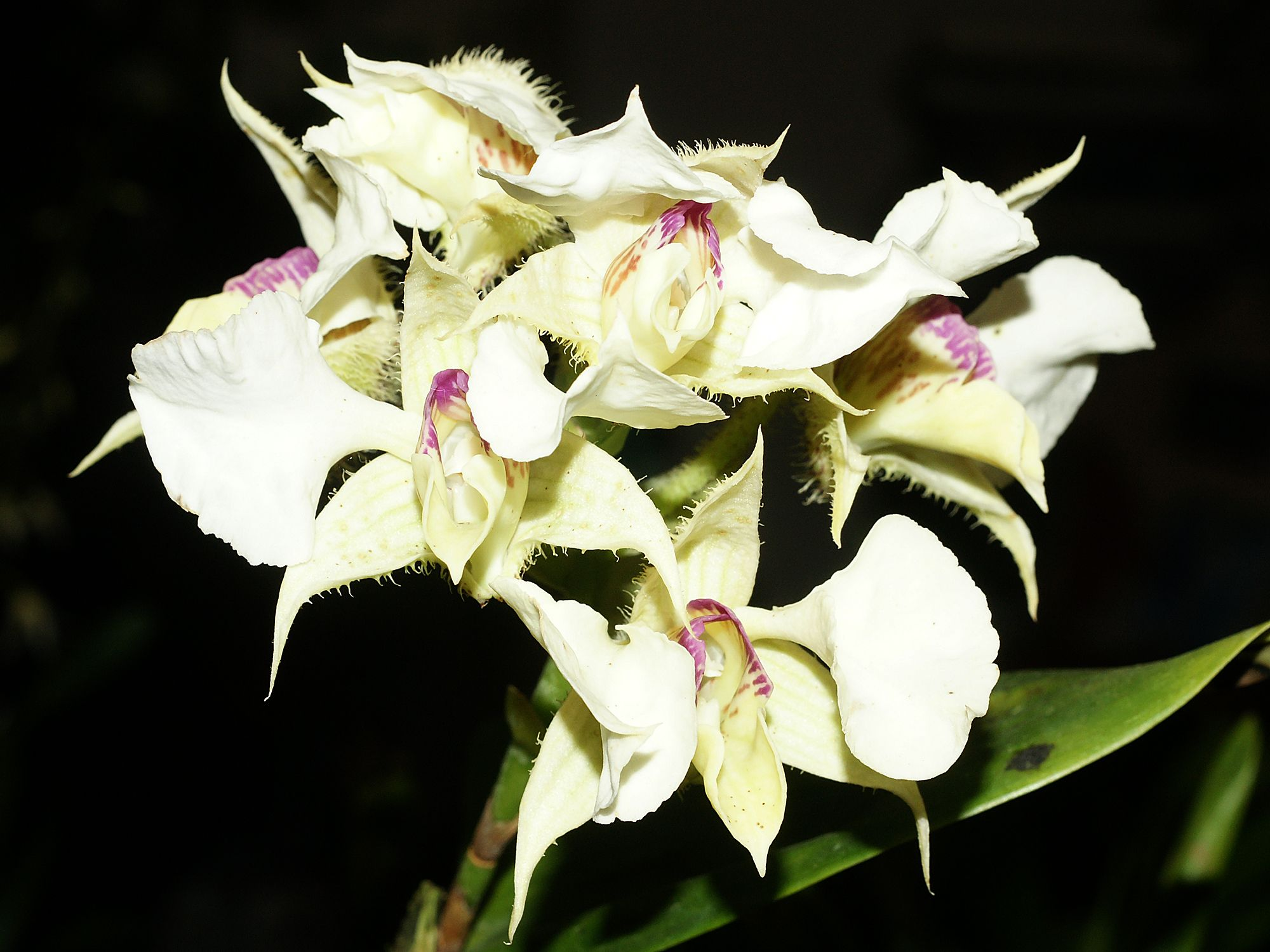
Dendrobium eximium

- Dendrobium eboracense Kraenzl., O1894
- Dendrobium echinocarpum (Schltr.) J.J.Sm., 1912
- Dendrobium ecolle J.J.Sm., 1904
- Dendrobium efogiense Ormerod, 2008
- Dendrobium elatum Schltr., 1912
- Dendrobium elephantinum Finet, 1903
- Dendrobium elliottianum P.O'Byrne, 2009
- Dendrobium ellipsophyllum Tang & F.T.Wang, 1951
- Dendrobium elongaticolle Schltr., 1921
- Dendrobium elongatum (Blume) Lindl., 1830
- Dendrobium emarginatum J.W.Moore, 1933
- Dendrobium endertii J.J.Sm., 1931
- Dendrobium engae T.M.Reeve, 1979
- Dendrobium ephemerum (J.J.Sm.) J.J.Sm., 1917
- Dendrobium equitans Kraenzl., 1910
- Dendrobium erectifolium J.J.Sm., 1908
- Dendrobium erectopatens J.J.Sm., 1911
- Dendrobium erectum Schltr., 1912
- Dendrobium eriiflorum Griff., 1851
- Dendrobium eriopexis Schltr., 1905
- Dendrobium erostelle Seidenf., 1985
- Dendrobium erosum (Blume) Lindl., 1830
- Dendrobium erubescens Schltr., 1912
- Dendrobium erythraeum Schuit. & de Vogel, 2003
- Dendrobium erythropogon Rchb.f., 1885
- Dendrobium erythrosema (P.O'Byrne & J.J.Verm.) Schuit. & Peter B.Adams, 2011
- Dendrobium escritorii Ames, 1915
- Dendrobium eserre Seidenf., 1985
- Dendrobium esuriens Rchb.f., 1860
- Dendrobium eumelinum Schltr., 1923
- Dendrobium eurorum Ames, O1915
- Dendrobium euryanthum Schltr., 1905
- Dendrobium exaltatum Schltr., 1912
- Dendrobium exasperatum Schltr., 1912
- Dendrobium exile Schltr., 1906
- Dendrobium exilifolium Ames & C.Schweinf., 1934
- Dendrobium eximium Schltr., 1905
- Dendrobium extra-axillare Schltr., 1912
- Dendrobium eymanum Ormerod, 2005

## F

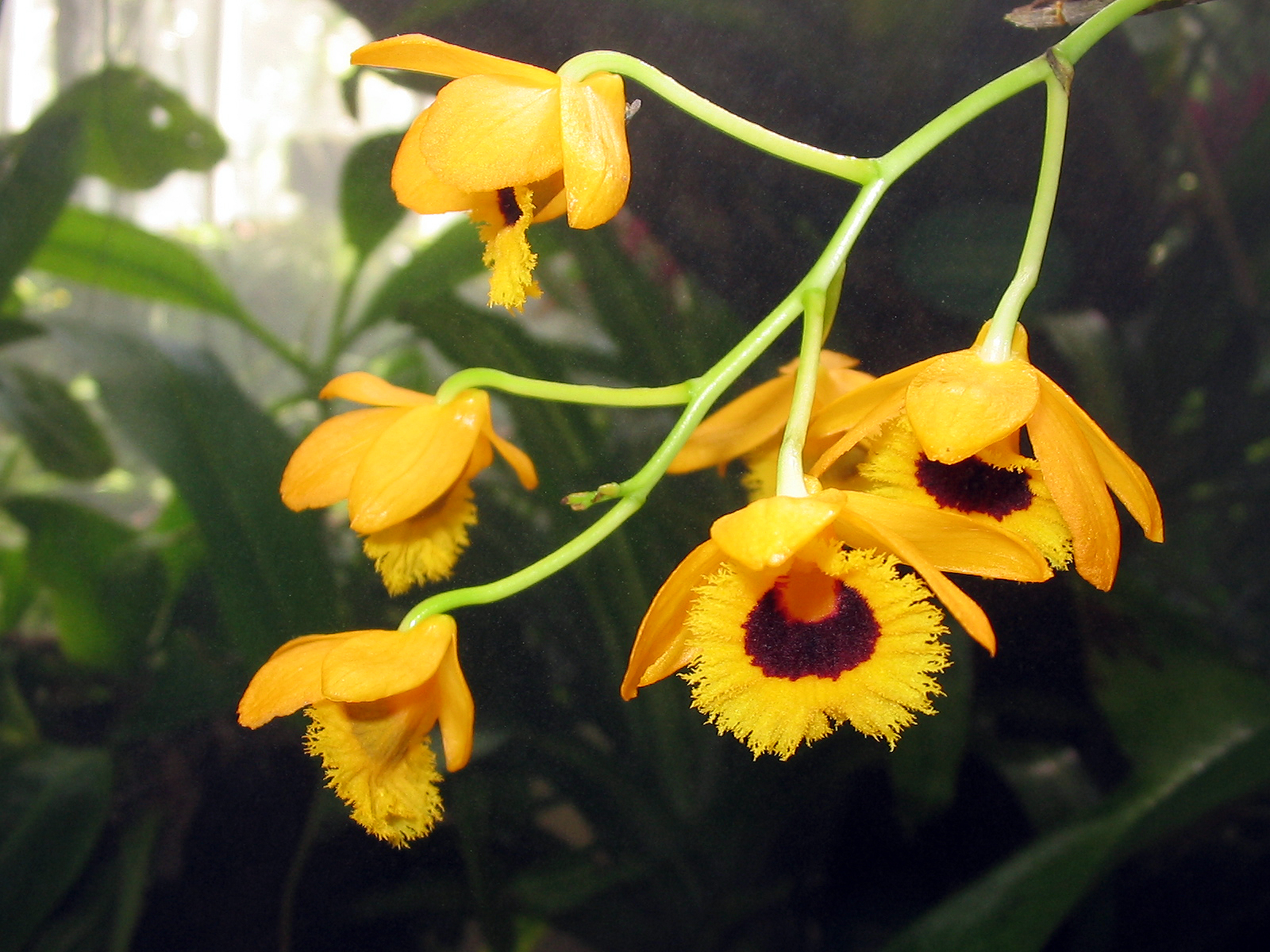
Dendrobium fimbriatum

- Dendrobium faciferum J.J.Sm., 1908
- Dendrobium fairchildiae Ames & Quisumb., 1932
- Dendrobium falcatum J.J.Sm., 1908
- Dendrobium falcipetalum Schltr., 1912
- Dendrobium falconeri Hook., 1856
- Dendrobium falcorostrum Fitzg., 1876
- Dendrobium fallacinum Ormerod, 2009
- Dendrobium fanjingshanense Z.H.Tsi ex X.H.Jin & Y.W.Zhang, 2001
- Dendrobium fargesii Finet, 1903
- Dendrobium farinatum Schildh. & Schraut, 2004
- Dendrobium fariniferum Schltr., 1912
- Dendrobium farmeri Paxton, 1849
- Dendrobium fellowsii F.Muell., 1870
- Dendrobium ferdinandii Kraenzl., 1910
- Dendrobium fililobum F.Muell., 1882
- Dendrobium fimbriatum Hook., 1823
- Dendrobium fimbrilabium J.J.Sm., 1920
- Dendrobium findlayanum E.C.Parish & Rchb.f., 1874
- Dendrobium finetianum Schltr., 1906
- Dendrobium finisterrae Schltr., 1912
- Dendrobium finniganense D.L.Jones, P1992
- Dendrobium fissum Schltr., 1912
- Dendrobium flabelliforme Schltr., 1912
- Dendrobium flabelloides J.J.Sm., 1920
- Dendrobium flagellum Schltr., 1912
- Dendrobium flavicolle Schltr., 1921
- Dendrobium flebiliflorum Ormerod, 2005
- Dendrobium fleckeri Rupp & C.T.White, 1937
- Dendrobium flexicaule Z.H.Tsi, S.C.Sun & L.G.Xu, 1986
- Dendrobium flexile Ridl., J. Linn. Soc., 1896
- Dendrobium floresianum Metusala & P.O'Byrne, 2009
- Dendrobium flos-wanua Metusala, P.O'Byrne & J.J.Wood, 2010
- Dendrobium foetens Kraenzl., 1910
- Dendrobium forbesii Ridl., 1886
- Dendrobium formosum Roxb. ex Lindl., 1830
- Dendrobium forrestii (Ormerod) Schuit. & Peter B.Adams, 2011
- Dendrobium foxii Ridl., 1900
- Dendrobium fractiflexum Finet, 1903
- Dendrobium fractum T.M.Reeve, 1982
- Dendrobium franssenianum J.J.Sm., 1915
- Dendrobium friedericksianum Rchb.f., 1887
- Dendrobium fruticicola J.J.Sm., 1913
- Dendrobium fruticosum Schuit. & de Vogel, 2009
- Dendrobium fuerstenbergianum Schltr., 1907
- Dendrobium fugax Rchb.f., 1871
- Dendrobium fulgescens J.J.Sm., 1935
- Dendrobium fulgidum Schltr., 1912
- Dendrobium fuligineum J.J.Sm., 1929
- Dendrobium fuliginosum (M.A.Clem. & D.L.Jones) P.F.Hunt, 1998
- Dendrobium fulminicaule J.J.Sm., 1917
- Dendrobium funiforme Blume, 1849
- Dendrobium furcatopedicellatum Hayata, 1914
- Dendrobium furcatum Reinw. ex Lindl., J1858
- Dendrobium furfuriferum J.J.Sm., 1913
- Dendrobium fuscescens Griff., 1851
- Dendrobium fusciflorum Ormerod, 2002
- Dendrobium fytchianum Bateman ex Rchb.f., 1864

## G

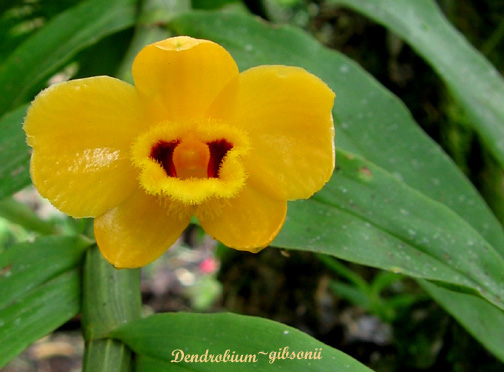
Dendrobium gibsonii

- Dendrobium gaoligongense (Hong Yu & S.G.Zhang) Schuit. & Peter B.Adams, 2011
- Dendrobium garrettii Seidenf., 1985
- Dendrobium gatiense Schltr., 1912
- Dendrobium gemellum Lindl., 1830
- Dendrobium geminatum (Blume) Lindl., 1830
- Dendrobium gemmiferum Kraenzl., 1910
- Dendrobium geotropum T.M.Reeve, 1983
- Dendrobium gerlandianum Kraenzl., 1909
- Dendrobium gibbiferum J.J.Sm., 1929
- Dendrobium gibbosum Gilli, 1983
- Dendrobium gibsonii Paxton, 1838
- Dendrobium giriwoense J.J.Sm., 1913
- Dendrobium gjellerupii J.J.Sm., 1911
- Dendrobium glabrum J.J.Sm., 1907
- Dendrobium glaucoviride J.J.Sm., 1913
- Dendrobium glebulosum Schltr., 1912
- Dendrobium globiflorum Schltr., 1912
- Dendrobium glomeratum Rolfe, 1894
- Dendrobium glomeroides Ormerod, 2009
- Dendrobium glossorhynchoides Schltr., 1905
- Dendrobium gnomus Ames, 1933
- Dendrobium gobiense Schltr., 1912
- Dendrobium goldfinchii F.Muell., 1883
- Dendrobium goldschmidtianum Kraenzl., 1909
- Dendrobium goliathense J.J.Sm., 1911
- Dendrobium gouldii Rchb.f., 1867
- Dendrobium gracile (Blume) Lindl., 1830
- Dendrobium gracilentum Schltr., 1905
- Dendrobium gracilicaule F.Muell., 1859
- Dendrobium gracilicolle Schltr., 1919
- Dendrobium gracilifolium Schltr., 1923
- Dendrobium gracilipes Burkill, 1918
- Dendrobium grande Hook.f., 1890
- Dendrobium grastidioides J.J.Sm., 1920
- Dendrobium gratiosissimum Rchb.f., 1865
- Dendrobium greenianum P.J.Cribb & B.A.Lewis, 1989
- Dendrobium gregulus Seidenf., 1985
- Dendrobium griffithianum Lindl., 1835
- Dendrobium groeneveldtii J.J.Sm., 1920
- Dendrobium grootingsii J.J.Sm., 1917
- Dendrobium grossum Schltr., 1912
- Dendrobium guamense Ames, 1914
- Dendrobium guerreroi Ames & Quisumb., 1932
- Dendrobium guibertii Carrière, 1876
- Dendrobium gunnarii P.S.N.Rao, 1992
- Dendrobium guttenbergii J.J.Sm., 1932
- Dendrobium guttulatum Schltr., 1912
- Dendrobium gynoglottis Carr, 1935

## H

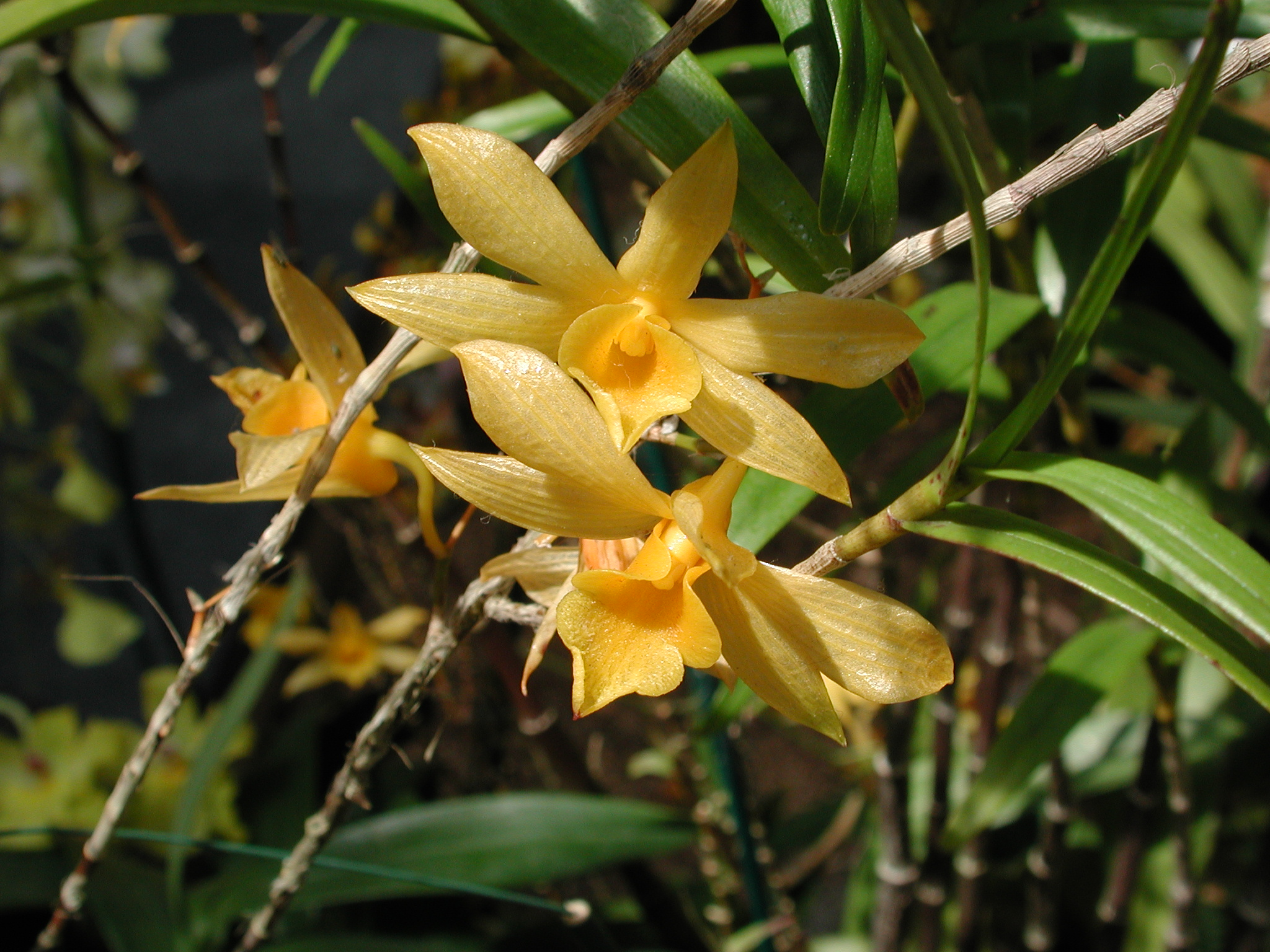
Dendrobium hancockii

- Dendrobium habbemense P.Royen, 1979
- Dendrobium hainanense Rolfe, 1896
- Dendrobium hallieri J.J.Sm., 1912
- Dendrobium halmaheirense J.J.Sm., 1914
- Dendrobium hamadryas Schltr., 1912
- Dendrobium hamaticalcar J.J.Wood & Dauncey, 1993
- Dendrobium hamatum Rolfe, 1894
- Dendrobium hamiferum P.J.Cribb, 1981
- Dendrobium hancockii Rolfe, 1903
- Dendrobium harveyanum Rchb.f., 1883
- Dendrobium hasseltii (Blume) Lindl., 1830
- Dendrobium hastilabium Kraenzl., 1919
- Dendrobium hawkesii A.H.Heller, 1957
- Dendrobium hekouense Z.J.Liu & L.J.Chen, 2011
- Dendrobium helix P.J.Cribb, 1980
- Dendrobium hellerianum A.D.Hawkes, 1957
- Dendrobium hellwigianum Kraenzl. ex Warb., 1893
- Dendrobium hemimelanoglossum Guillaumin, 1957
- Dendrobium hendersonii A.D.Hawkes & A.H.Heller, 1957
- Dendrobium henryi Schltr., 1921
- Dendrobium heokhuii P.O'Byrne & J.J.Wood, 2006
- Dendrobium hepaticum J.J.Sm., 1917
- Dendrobium herbaceum Lindl., 1840
- Dendrobium hercoglossum Rchb.f., 1886
- Dendrobium herpetophytum Schltr., 1905
- Dendrobium hesperis (Seidenf.) Schuit. & Peter B.Adams, 2011
- Dendrobium heterobulbum Schltr., 1910
- Dendrobium heterocarpum Wall. ex Lindl., 1830
- Dendrobium heteroglossum Schltr., 1912
- Dendrobium heteroideum Blume, 1849
- Dendrobium heyneanum Lindl., 1830
- Dendrobium hippocrepiferum Schltr., 1912
- Dendrobium hirsutifolium J.J.Wood, 2008
- Dendrobium hirtulum Rolfe, 1898
- Dendrobium hispidum A.Rich., 1834
- Dendrobium histrionicum (Rchb.f.) Schltr., 1914
- Dendrobium hkinhumense Ormerod & C.S.Kumar, 2008
- Dendrobium hodgkinsonii Rolfe, 1900
- Dendrobium hollandianum J.J.Sm., 1913
- Dendrobium holochilum Schltr., 1912
- Dendrobium homochromum J.J.Sm.,1913
- Dendrobium homoglossum Schltr., 1912
- Dendrobium hooglandianum Ormerod, 2007
- Dendrobium hookerianum Lindl., 1858
- Dendrobium hooveri Ormerod, 2007
- Dendrobium hornei S.Moore, 1883
- Dendrobium horstii J.J.Sm., 1906
- Dendrobium hosei Ridl., 1893
- Dendrobium hughii Rchb.f., 1882
- Dendrobium humboldtense J.J.Sm., 1912
- Dendrobium humicolle Schltr., 1923
- Dendrobium huttonii Rchb.f., 1869
- Dendrobium hydrophilum J.J.Sm., 1908
- Dendrobium hymenanthum Rchb.f., 1855
- Dendrobium hymenocentrum Schltr., 1912
- Dendrobium hymenopetalum Schltr., 1911
- Dendrobium hymenophyllum Lindl., 1830
- Dendrobium hymenopterum Hook.f., 1890
- Dendrobium hyperanthiflorum Kraenzl., 1894
- Dendrobium hypopogon Kraenzl., 1910

## I

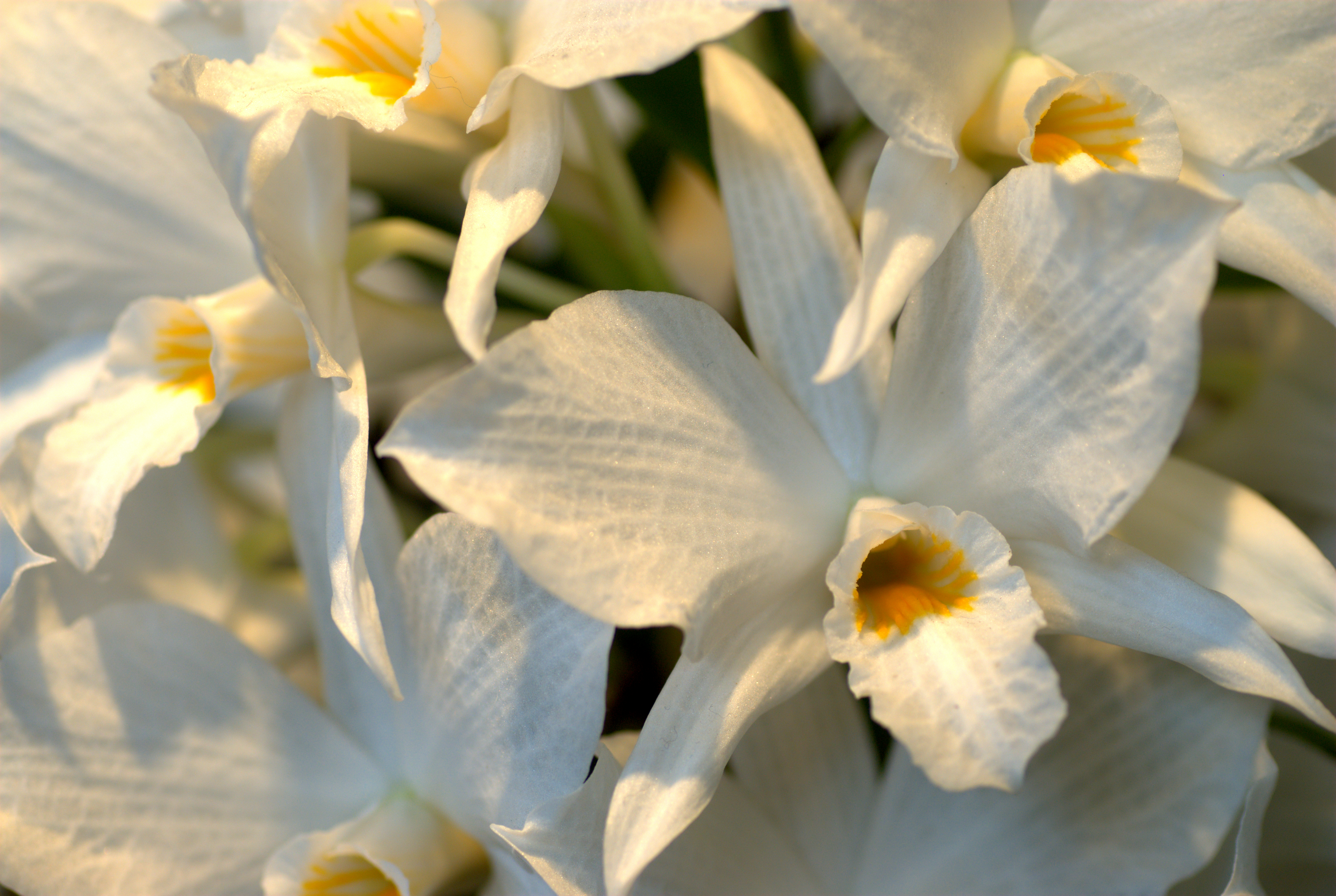
Dendrobium infundibulum

- Dendrobium ianthinum Schuit. & Puspit., 2005
- Dendrobium iboense Schltr., 1912
- Dendrobium igneoniveum J.J.Sm., 1927
- Dendrobium igneum J.J.Sm., 1908
- Dendrobium imbricatum J.J.Sm., 1910
- Dendrobium imitans Schltr., 1911
- Dendrobium imitator J.J.Wood, 2008
- Dendrobium implicatum Fukuy., 1937
- Dendrobium inamoenum Kraenzl., 1910
- Dendrobium inauditum Rchb.f., 1886
- Dendrobium inconspicuum J.J.Sm., 1917
- Dendrobium inconstans J.J.Sm., 1908
- Dendrobium incumbens Schltr., 1912
- Dendrobium incurvatum Schltr., 1912
- Dendrobium incurvociliatum J.J.Sm., 1931
- Dendrobium incurvum Lindl., 1858
- Dendrobium indivisum (Blume) Miq., 1859
- Dendrobium indragiriense Schltr., 1911
- Dendrobium inflatum Rolfe, 1895
- Dendrobium informe J.J.Sm., 1913
- Dendrobium infortunatum J.J.Sm., 1929
- Dendrobium infractum J.J.Sm., 1913
- Dendrobium infundibulum Lindl., 1858
- Dendrobium ingratum J.J.Sm., 1912
- Dendrobium insigne (Blume) Rchb.f. ex Miq., 1859
- Dendrobium integrilabium J.J.Sm., 1904
- Dendrobium integrum Schltr., 1912
- Dendrobium interjectum Ames, 1915
- Dendrobium interruptum J.J.Sm., 1911
- Dendrobium intricatum Gagnep., 1930
- Dendrobium involutum Lindl., 1858
- Dendrobium ionopus Rchb.f., 1882
- Dendrobium isabelense Ormerod, 2010
- Dendrobium ischnopetalum Schltr., 1905
- Dendrobium ischnophyton Schltr., 1923
- Dendrobium isochiloides Kraenzl., 1894
- Dendrobium isthmiferum J.J.Sm., 1935
- Dendrobium iteratum J.J.Sm., 1934

## J
- Dendrobium jabiense J.J.Sm., 1915

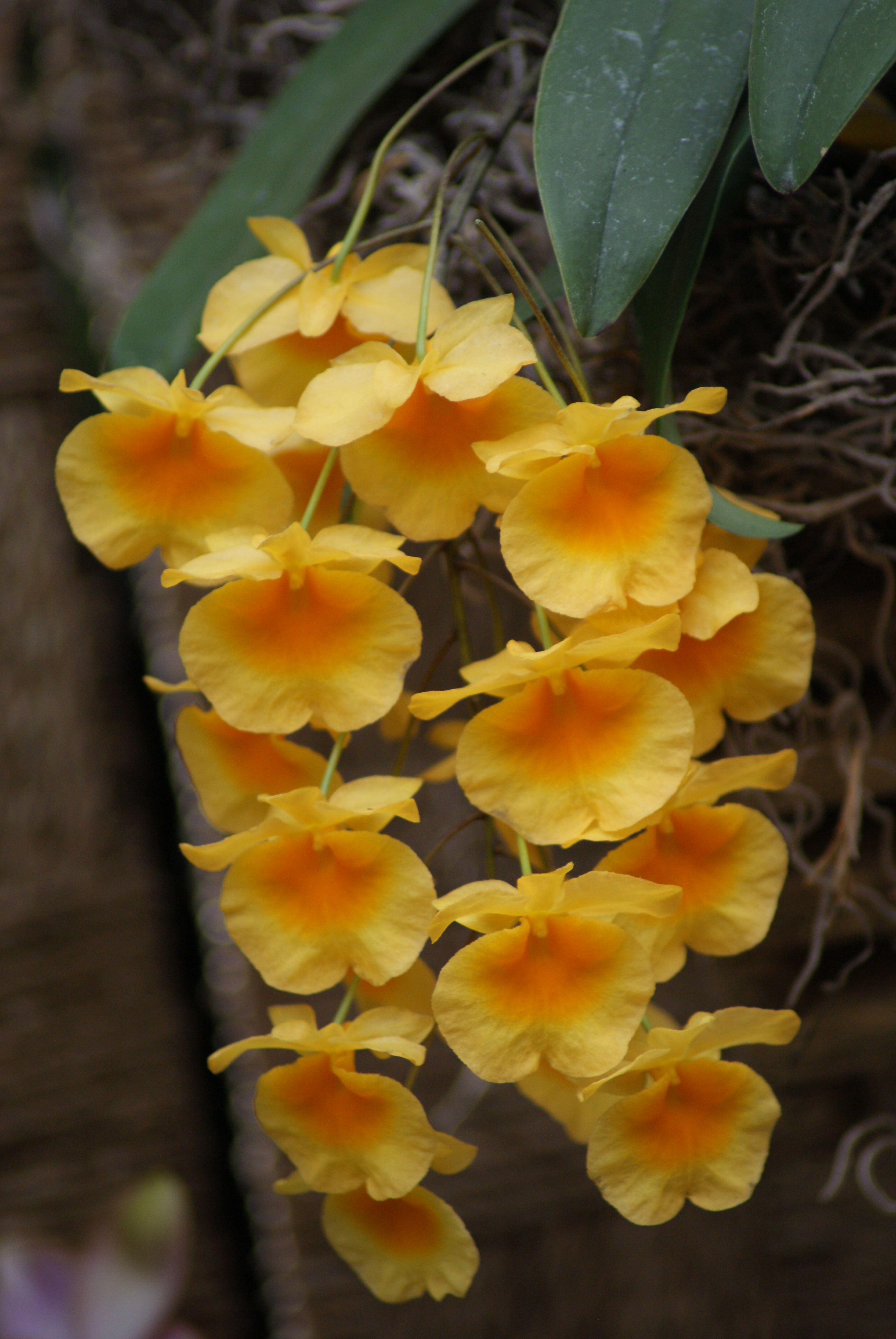
Dendrobium jenkinsii

- Dendrobium jacobsonii J.J.Sm., 1918
- Dendrobium jadunae Schltr., 1912
- Dendrobium jaintianum Sabap., 2007
- Dendrobium jamirusii J.J.Wood & A.L.Lamb, 2008
- Dendrobium janowskyi J.J.Sm., 1913
- Dendrobium jenkinsii Wall. ex Lindl., 1839
- Dendrobium jennae P.O'Byrne, 1996
- Dendrobium jennyanum Kraenzl., 1896
- Dendrobium jerdonianum Wight, 1851
- Dendrobium jiajiangense Z.Y.Zhu, S.J.Zhu & H.B.Wang, 2008
- Dendrobium jiewhoei J.J.Wood & C.L.Chan, 2008
- Dendrobium johannis Rchb.f., 1865
- Dendrobium johnsoniae F.Muell., 1882
- Dendrobium jonesii Rendle, 1901
- Dendrobium josephinae Cootes, 2008
- Dendrobium jubatum Schuit. & de Vogel, 2001
- Dendrobium judithiae P.O'Byrne, 1999
- Dendrobium junceum Lindl., 1842
- Dendrobium juncifolium Schltr., 1911
- Dendrobium juncoideum P.Royen, 1979
- Dendrobium junctilobum (Fessel & Lückel) Schuit. & Peter B.Adams, 2011
- Dendrobium juniperinum Schltr., 1912

## K

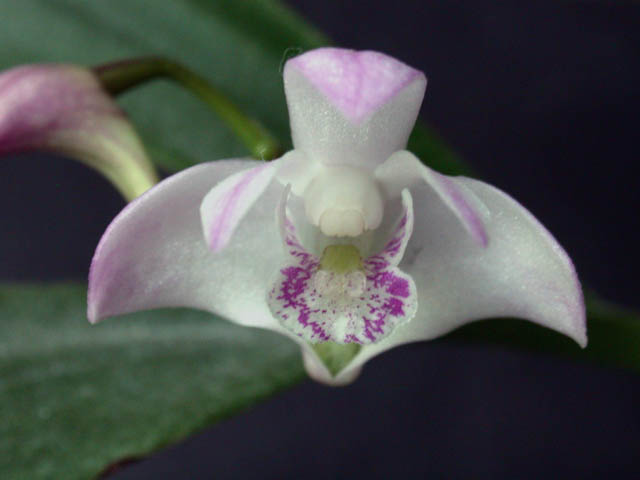
Dendrobium kingianum

- Dendrobium kanakorum Kraenzl., 1910
- Dendrobium kanburiense Seidenf., 1985
- Dendrobium kaniense Schltr., 1912
- Dendrobium karoense Schltr., 1905
- Dendrobium katherinae A.D.Hawkes, 1957
- Dendrobium kauldorumii T.M.Reeve, 1980
- Dendrobium keithii Ridl., 1896
- Dendrobium kelamense Metusala, P.O'Byrne & J.J.Wood, 2010
- Dendrobium kempterianum Schltr., 1912
- Dendrobium kenepaiense J.J.Sm., 1918
- Dendrobium kentrochilum Hook.f., 1890
- Dendrobium kentrophyllum Hook.f., 1890
- Dendrobium kerstingianum Schltr., 1921
- Dendrobium keytsianum J.J.Sm., 1913
- Dendrobium khanhoaense Aver., 1999
- Dendrobium khasianum Deori, 1988
- Dendrobium kiauense Ames & C.Schweinf., 1920
- Dendrobium kietaense Schltr., 1912
- Dendrobium kinabaluense Ridl., 1894
- Dendrobium kingianum Bidwill ex Lindl., 1844
- Dendrobium kirchianum A.D.Hawkes & A.H.Heller, 1957
- Dendrobium kjellbergii J.J.Sm., 1933
- Dendrobium klabatense Schltr., 1910
- Dendrobium klossii Ridl., 1916
- Dendrobium kontumense Gagnep., 1932
- Dendrobium koordersii J.J.Sm., 1905
- Dendrobium korinchense Ridl., 1917
- Dendrobium korthalsii J.J.Sm., 1917
- Dendrobium kotanicanum Ormerod, 2008
- Dendrobium koyamae Nob.Tanaka, T.Yukawa & J.Murata, 2010
- Dendrobium kraemeri Schltr., 1914
- Dendrobium kraenzlinii L.O.Williams, 1938
- Dendrobium kratense Kerr, 1927
- Dendrobium kruiense J.J.Sm., 1926
- Dendrobium kryptocheilum Gilli, 1983
- Dendrobium kurashigei T.Yukawa, 1998
- Dendrobium kuyperi J.J.Sm., 1914

## L

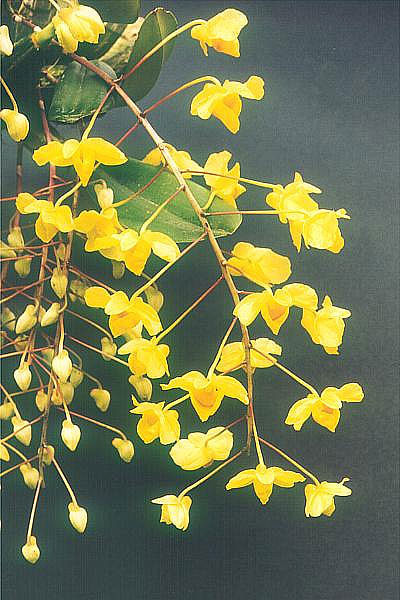
Dendrobium lindleyi

- Dendrobium labangense J.J.Sm., 1920
- Dendrobium labuanum Lindl., 1858
- Dendrobium laceratum Schltr., 1912
- Dendrobium laciniosum Ridl., 1896
- Dendrobium lacteum Kraenzl., 1894
- Dendrobium laevifolium Stapf, 1924
- Dendrobium lagarum Seidenf., 1985
- Dendrobium lageniforme J.J.Sm., 1904
- Dendrobium lagorum P.Royen, 1979
- Dendrobium lambii J.J.Wood, 1983
- Dendrobium lamellatum (Blume) Lindl., 1830
- Dendrobium lamelluliferum J.J.Sm., 1927
- Dendrobium lamii J.J.Sm., 1929
- Dendrobium lampongense J.J.Sm., 1908
- Dendrobium lamprocaulon Schltr., 1905
- Dendrobium lamproglossum Schltr., 1912
- Dendrobium lamrianum C.L.Chan, 1994
- Dendrobium lamyaiae Seidenf., 1996
- Dendrobium lanceolatum Gaudich., 1829
- Dendrobium lancifolium A.Rich., 1834
- Dendrobium lancilabium J.J.Sm., 1934
- Dendrobium lancilobum J.J.Wood, 1990
- Dendrobium langbianense Gagnep., 1930
- Dendrobium lankaviense Ridl., 1910
- Dendrobium lanuginosum Ormerod, 2005
- Dendrobium lasianthera J.J.Sm., 1932
- Dendrobium lasioglossum Rchb.f., 1868
- Dendrobium latelabellatum Gilli, 1983
- Dendrobium laterale L.O.Williams, 1941
- Dendrobium latifrons J.J.Sm., 1917
- Dendrobium latoureoides (Schltr.) J.J.Sm., 1934
- Dendrobium laurensii J.J.Sm., 1920
- Dendrobium laurifolium (Kraenzl.) J.J.Sm., 1933
- Dendrobium lawesii F.Muell., 1884
- Dendrobium lawiense J.J.Sm., 1912
- Dendrobium laxiflorum J.J.Sm., 1932
- Dendrobium ledifolium J.J.Sm., 1935
- Dendrobium leeanum O'Brien, 1891
- Dendrobium legareiense J.J.Sm., 1913
- Dendrobium leonis (Lindl.) Rchb.f., 1861
- Dendrobium leontoglossum (Ridl.) Schltr., 1912
- Dendrobium lepidochilum Kraenzl., 1910
- Dendrobium leporinum J.J.Sm., 1909
- Dendrobium leptocladum Hayata, 1914
- Dendrobium leptophyton Schuit. & de Vogel, 2003
- Dendrobium leucochlorum Rchb.f., 1879
- Dendrobium leucocyanum T.M.Reeve, 1982
- Dendrobium leucohybos Schltr., 1912
- Dendrobium levatii Kraenzl., 1929
- Dendrobium lewisiae Schuit. & de Vogel, 2009
- Dendrobium leytense Ames, 1915
- Dendrobium lichenastrum (F.Muell.) Rolfe, 1905
- Dendrobium limii J.J.Wood, 1994
- Dendrobium limpidum Schuit. & de Vogel, 2003
- Dendrobium linawianum Rchb.f., 1861
- Dendrobium lindleyi Steud., 1840
- Dendrobium lineale Rolfe, 1889
- Dendrobium linearifolium Teijsm. & Binn., 1862
- Dendrobium linguella Rchb.f., 1882
- Dendrobium linguiforme Sw., 1800
- Dendrobium lithocola D.L.Jones & M.A.Clem., 1989
- Dendrobium litorale Schltr., 1912
- Dendrobium lituiflorum Lindl., 1856
- Dendrobium lobatum (Blume) Miq., 1859
- Dendrobium lobbii Teijsm. & Binn., 1853
- Dendrobium lobulatum Rolfe ex J.J.Sm., O1905
- Dendrobium loddigesii Rolfe, 1887
- Dendrobium loesenerianum Schltr., 1912
- Dendrobium lohanense J.J.Wood, 2011
- Dendrobium loherianum Kraenzl., 1916
- Dendrobium lohohense Tang & F.T.Wang, 1951
- Dendrobium lohokii J.J.Wood & A.L.Lamb, 2008
- Dendrobium lomatochilum Seidenf., 1981
- Dendrobium lonchigerum Schltr., 1922
- Dendrobium longicaule J.J.Sm., 1910
- Dendrobium longicolle Lindl., 1840
- Dendrobium longicornu Lindl., 1830
- Dendrobium longipes Hook.f., 1890
- Dendrobium longiramense J.J.Wood & P.O'Byrne, 2010
- Dendrobium longirepens Ames & C.Schweinf., 1920
- Dendrobium longissimum Schltr., 1912
- Dendrobium lowii Lindl., 1861
- Dendrobium lubbersianum Rchb.f., 1882
- Dendrobium lucens Rchb.f., 1863
- Dendrobium lueckelianum Fessel & M.Wolff, 1990
- Dendrobium lumakuense J.J.Wood, 2008
- Dendrobium lunatum Lindl., 1858
- Dendrobium luteolum Bateman ex Rchb.f., 1864
- Dendrobium luxurians J.J.Sm., 1921
- Dendrobium luzonense Lindl., 1844

## M

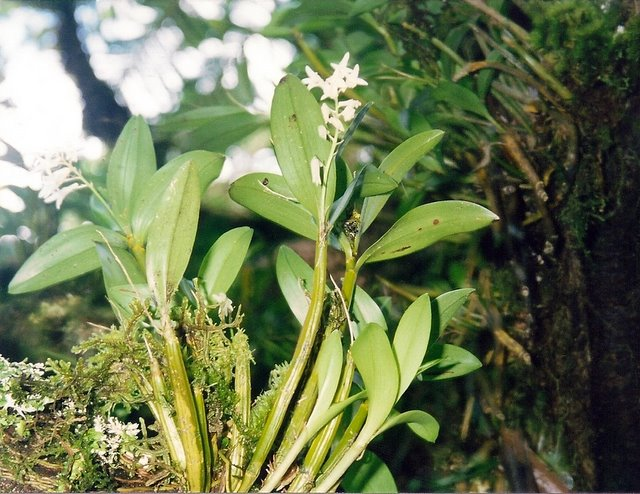
Dendrobium moorei

- Dendrobium maccarthiae Thwaites, 1855
- Dendrobium macfarlanei F.Muell., 1876
- Dendrobium macraei Lindl., 1830
- Dendrobium macranthum A.Rich., 1834
- Dendrobium macraporum J.J.Sm., 1912
- Dendrobium macrifolium J.J.Sm., 1935
- Dendrobium macrogenion Schltr., 1912
- Dendrobium macrolobum J.J.Sm., 1911
- Dendrobium macrophyllum A.Rich., 1834
- Dendrobium macropodum Hook.f., 1888
- Dendrobium macropus (Endl.) Rchb.f. ex Lindl., 1858
- Dendrobium macrostachyum Lindl., 1830
- Dendrobium macrostigma J.J.Sm., 1928
- Dendrobium maculosum J.J.Sm., 1920
- Dendrobium magistratus P.J.Cribb, 1981
- Dendrobium magnilabre (P.J.Cribb & B.A.Lewis) Schuit. & Peter B.Adams, 2011
- Dendrobium maidenianum Schltr., 1912
- Dendrobium maierae J.J.Sm., 1920
- Dendrobium malacanthum Kraenzl., 1910
- Dendrobium malbrownii Dockrill, 1967
- Dendrobium maleolens Kraenzl., 1910
- Dendrobium maliliense J.J.Sm., 1933
- Dendrobium maluense (Schltr.) J.J.Sm., 1934
- Dendrobium malvicolor Ridl., 1917
- Dendrobium mamberamense J.J.Sm., 1929
- Dendrobium mannii Ridl., 1896
- Dendrobium maraiparense J.J.Wood, 1994
- Dendrobium margaretiae T.M.Reeve, 1983
- Dendrobium mariae Schuit. & Peter B.Adams, 2011
- Dendrobium marmoratum Rchb.f., 1875
- Dendrobium masarangense Schltr., 1911
- Dendrobium masonii Rupp, 1953
- Dendrobium mastersianum F.Muell. & Kraenzl., 1910
- Dendrobium mayandyi T.M.Reeve & Renz, 1981
- Dendrobium megaceras Hook.f., 1888
- Dendrobium megalanthum Schltr., 1923
- Dendrobium meghalayense Y.Kumar & S.Chowdhury, 2003
- Dendrobium mekynosepalum Schltr., 1905
- Dendrobium melanostictum Schltr., 1905
- Dendrobium melanotrichum Schltr., 1912
- Dendrobium melinanthum Schltr., 1912
- Dendrobium meliodorum Schltr., 1912
- Dendrobium mellicolor J.J.Sm., 1927
- Dendrobium merrillii Ames, 1908
- Dendrobium metachilinum Rchb.f., 1855
- Dendrobium metrium Kraenzl., 1910
- Dendrobium micholitzii Rolfe ex Ames, 1904
- Dendrobium microbulbon A.Rich., 1841
- Dendrobium microglaphys Rchb.f., 1868
- Dendrobium micronephelium J.J.Sm., 1913
- Dendrobium microphyton L.O.Williams, 1937
- Dendrobium milaniae Fessel & Lückel, 1996
- Dendrobium militare P.J.Cribb, 1996
- Dendrobium millarae A.D.Hawkes, 1957
- Dendrobium mimicum (Ormerod) Schuit. & Peter B.Adams, 2011
- Dendrobium mindanaense Ames, 1914
- Dendrobium minimiflorum Gilli, 1983
- Dendrobium minimum Ames & C.Schweinf., 1920
- Dendrobium minjemense Schltr., 1912
- Dendrobium minutiflorum Kraenzl., 1914
- Dendrobium mirandum Schltr., 1910
- Dendrobium mirbelianum Gaudich., 1829
- Dendrobium mischobulbum Schltr., 1912
- Dendrobium miserum Rchb.f., 1869
- Dendrobium miyasakii Ames & Quisumb., 1931
- Dendrobium modestissimum Kraenzl., 1910
- Dendrobium modestum Rchb.f., 1855
- Dendrobium mohlianum Rchb.f., 1862
- Dendrobium moniliforme (L.) Sw., 1799
- Dendrobium monophyllum F.Muell., 1859
- Dendrobium montanum J.J.Sm., 1905
- Dendrobium montedeakinense F.M.Bailey, 1902
- Dendrobium monticola P.F.Hunt & Summerh., 1961
- Dendrobium montis-hosei J.J.Wood, 2008
- Dendrobium montis-sellae Kraenzl., 1910
- Dendrobium montis-yulei Kraenzl., 1910
- Dendrobium mooreanum Lindl., 1851
- Dendrobium moorei F.Muell., 1870
- Dendrobium moquetteanum J.J.Sm., 1917
- Dendrobium morotaiense J.J.Sm., 1937
- Dendrobium morrisonii Schltr., 1906
- Dendrobium mortii F.Muell., 1859
- Dendrobium moschatum (Buch.-Ham.) Sw., 1805
- Dendrobium mucronatum Seidenf., 1985
- Dendrobium mulderi Schuit. & de Vogel, 2009
- Dendrobium multifolium Schltr., 1912
- Dendrobium multilineatum Kerr, 1933
- Dendrobium multiramosum Ames, 1915
- Dendrobium multistriatum J.J.Sm., 1908
- Dendrobium muluense J.J.Wood, 2008
- Dendrobium munificum (Finet) Schltr., 1912
- Dendrobium muricatum Finet, 1903
- Dendrobium mussauense Ormerod, 1997
- Dendrobium mutabile (Blume) Lindl., 1830
- Dendrobium mystroglossum Schltr., 1923

## N

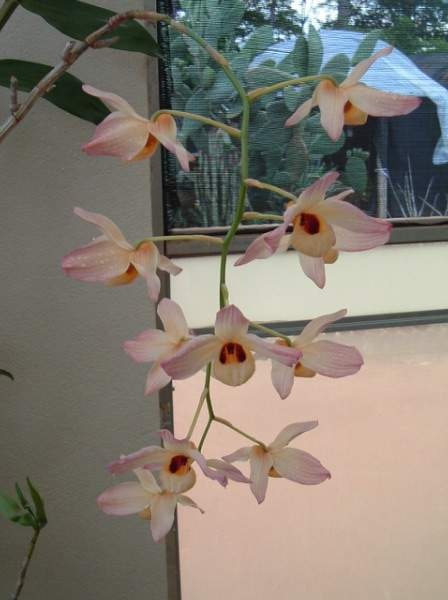
Dendrobium nobile

- Dendrobium nabawanense J.J.Wood & A.L.Lamb, 1994
- Dendrobium nakaharae Schltr., 1906
- Dendrobium nanarauticola Fukuy., 1937
- Dendrobium nanocompactum Seidenf., 1995
- Dendrobium nanum Hook.f., 1889
- Dendrobium nardoides Schltr., 1912
- Dendrobium nareshbahadurii H.B.Naithani, 1986
- Dendrobium nathanielis Rchb.f., 1857
- Dendrobium nativitatis Ridl., 1907
- Dendrobium navicula Kraenzl., 1910
- Dendrobium nazaretii (P.O'Byrne & J.J.Verm.) Schuit. & Peter B.Adams, 2011
- Dendrobium nebularum Schltr., 1912
- Dendrobium neglectum Gagnep., 1950
- Dendrobium nemorale L.O.Williams, 1937
- Dendrobium neoguineense A.D.Hawkes & A.H.Heller, 1957
- Dendrobium nephrolepidis Schltr., 1912
- Dendrobium neuroglossum Schltr. in K.M.Schumann & C.A.G.Lauterbach, 1905
- Dendrobium ngoyense Schltr., 1906
- Dendrobium nieuwenhuisii J.J.Sm., 1906
- Dendrobium nigricans Schltr., 1912
- Dendrobium nimium J.J.Sm., 1929
- Dendrobium nindii W.Hill, 1874
- Dendrobium nitidicolle J.J.Sm., 1912
- Dendrobium nitidissimum Rchb.f., 1876
- Dendrobium niveobarbatum Cootes, 2008
- Dendrobium niveopurpureum J.J.Sm., 1929
- Dendrobium njongense Schltr., 1912
- Dendrobium nobile Lindl., 1830
- Dendrobium nodosum Dalzell, 1852
- Dendrobium noesae J.J.Sm., 1910
- Dendrobium nothofageti (M.A.Clem. & D.L.Jones) Schuit. & de Vogel, 2003
- Dendrobium nothofagicola T.M.Reeve, 1982
- Dendrobium nubigenum Schltr., 1912
- Dendrobium nudum (Blume) Lindl., 1830
- Dendrobium numaldeorii C.Deori, Hynn. & Phukan, 2004
- Dendrobium nummularia Schltr., 1912
- Dendrobium nycteridoglossum Rchb.f., 1886

## O

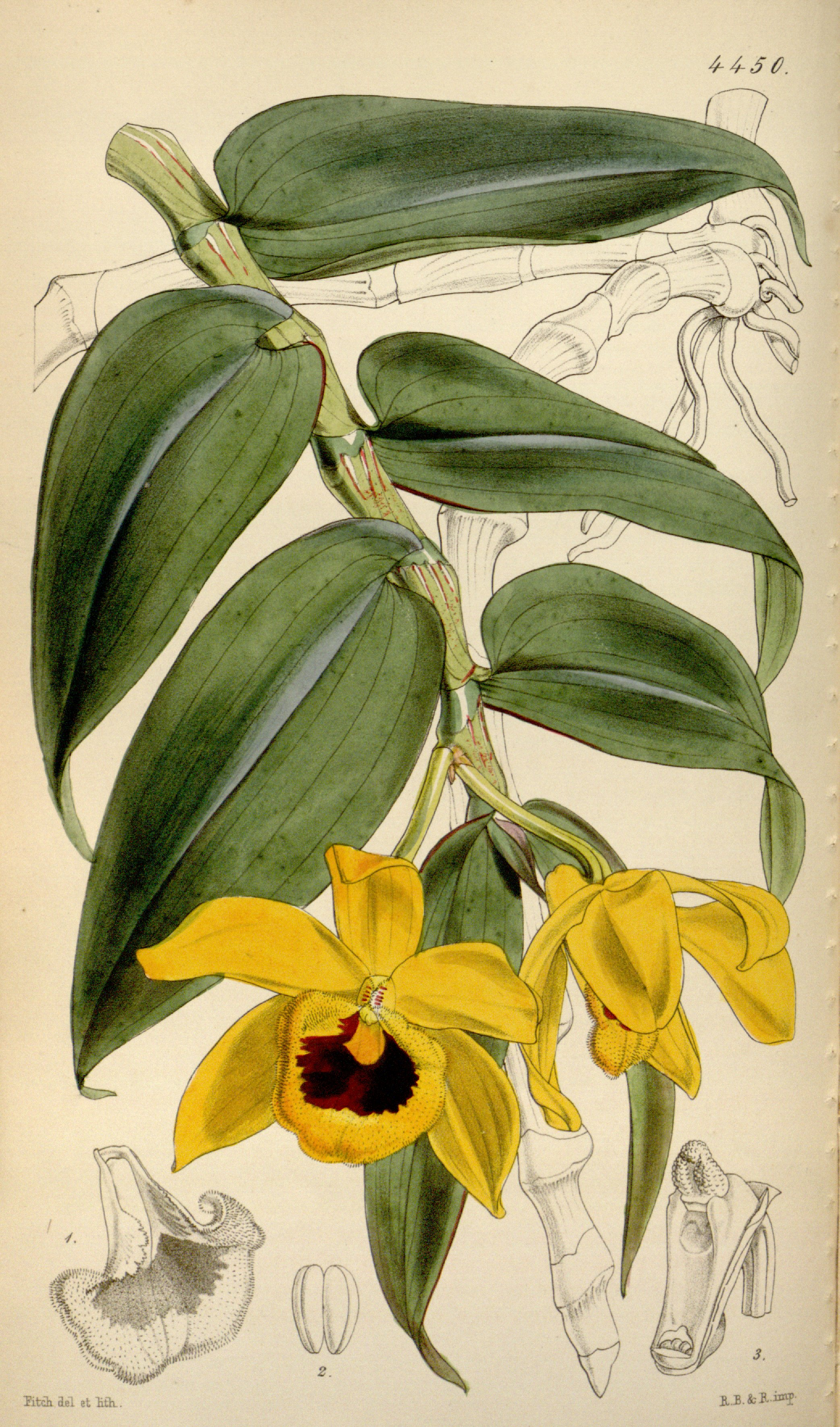
Dendrobium ochreatum

- Dendrobium obcordatum J.J.Sm., 1928
- Dendrobium obliquum Schltr., 1912
- Dendrobium oblongimentum Hosok. & Fukuy., 1942
- Dendrobium obovatum Schltr., 1912
- Dendrobium obreniforme Schuit. & Peter B.Adams, 2011
- Dendrobium obrienianum Kraenzl., 1892
- Dendrobium obscureauriculatum Gilli, 1983
- Dendrobium obtusum Schltr., 1905
- Dendrobium obyrnei (W.K.Harris) Schuit. & de Vogel, 2009
- Dendrobium ochraceum De Wild., 1906
- Dendrobium ochranthum Schltr., 1905
- Dendrobium ochreatum Lindl., 1835
- Dendrobium ochroleucum Teijsm. & Binn., 1853
- Dendrobium ochthochilum P.O'Byrne & J.J.Verm., 2003
- Dendrobium odoardi Kraenzl., 1910
- Dendrobium odontopus Schltr., 1912
- Dendrobium odoratum Schltr., 1910
- Dendrobium okabeanum Tuyama, 1941
- Dendrobium okinawense Hatus. & Ida, 1970
- Dendrobium oliganthum Schltr., 1925
- Dendrobium oligophyllum Gagnep., 1950
- Dendrobium olivaceum J.J.Sm., 1912
- Dendrobium omissum Schuit. & Peter B.Adams, 2011
- Dendrobium opacifolium J.J.Sm., 1916
- Dendrobium opilionites Schltr., 1923
- Dendrobium oppositifolium (Kraenzl.) N.Hallé, 1977
- Dendrobium optimuspatruus P.O'Byrne & J.J.Verm., 2003
- Dendrobium orbilobulatum Fessel & Lückel, 1996
- Dendrobium ordinatum J.J.Sm., 1913
- Dendrobium oreodoxa Schltr., 1912
- Dendrobium orientale J.J.Sm., 1905
- Dendrobium ornithoflorum Ames, 1908
- Dendrobium osmophytopsis Kraenzl., 1910
- Dendrobium ostrinum J.J.Sm., 1910
- Dendrobium otaguroanum A.D.Hawkes, 1957
- Dendrobium ou-hinnae Schltr., 1906
- Dendrobium ovatifolium Ridl., 1896
- Dendrobium ovatipetalum J.J.Sm., 1932
- Dendrobium ovatum (L.) Kraenzl., 1910
- Dendrobium ovipostoriferum J.J.Sm., 1912
- Dendrobium oxychilum Schltr., 1912

## P
- Dendrobium paathii J.J.Sm., 1935

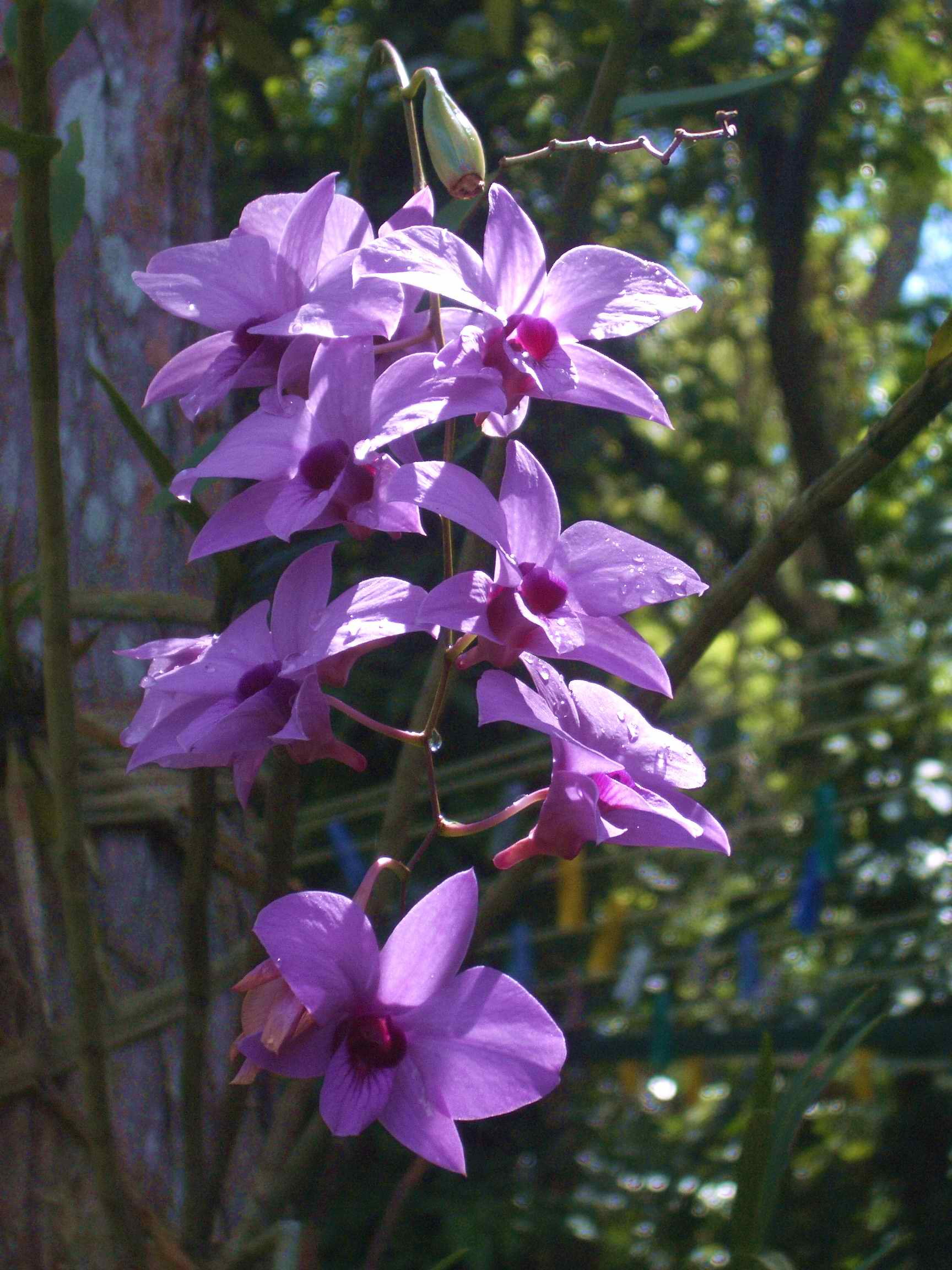
Dendrobium phalaenopsis

- Dendrobium pachyanthum Schltr., 1911
- Dendrobium pachyglossum E.C.Parish & Rchb.f., 1874
- Dendrobium pachyphyllum (Kuntze) Bakh.f., 1963
- Dendrobium pachystele Schltr., 1912
- Dendrobium pachythrix T.M.Reeve & P.Woods, 1989
- Dendrobium padangense Schltr., 1911
- Dendrobium pahangense Carr, 1930
- Dendrobium paitanense J.J.Wood, 2010
- Dendrobium palawense Schltr., 1914
- Dendrobium palpebrae Lindl., 1850
- Dendrobium pandaneti Ridl., 1896
- Dendrobium panduratum Lindl., 1858
- Dendrobium panduriferum Hook.f., 1890
- Dendrobium pangunaense (Ormerod) Schuit. & Peter B.Adams, 2011
- Dendrobium pantherinum Schltr., 1912
- Dendrobium papilio Loher, 1897
- Dendrobium papillilabium J.J.Sm., 1926
- Dendrobium papuanum J.J.Sm., 1917
- Dendrobium papyraceum J.J.Sm., 1913
- Dendrobium paradoxum Teijsm. & Binn., 1862
- Dendrobium paragnomus Ormerod, 2005
- Dendrobium parciflorum Rchb.f. ex Lindl., 1858
- Dendrobium parcum Rchb.f., 1866
- Dendrobium pardalinum Rchb.f., 1885
- Dendrobium parietiforme J.J.Sm., 1904
- Dendrobium parishii Rchb.f., 1863
- Dendrobium parnatanum Cavestro, 2002
- Dendrobium parthenium Rchb.f., 1885
- Dendrobium parvifolium J.J.Sm., 1917
- Dendrobium parvilobum Schltr., 1912
- Dendrobium parvulum Rolfe, 1899
- Dendrobium paspalifolium J.J.Sm., 1935
- Dendrobium patentifiliforme Hosok., 1942
- Dendrobium patentilobum Ames & C.Schweinf., 1920
- Dendrobium patentissimum J.J.Sm., 1913
- Dendrobium patulum Schltr., 1912
- Dendrobium paucilaciniatum J.J.Sm., 1904
- Dendrobium pectinatum Finet, 1903
- Dendrobium peculiare J.J.Sm., 1928
- Dendrobium pedicellatum J.J.Sm., 1908
- Dendrobium pedilochilum Schltr., 1915
- Dendrobium peguanum Lindl., 1858
- Dendrobium pemae Schltr., 1912
- Dendrobium pendulum Roxb., 1832
- Dendrobium pensile Ridl., 1896
- Dendrobium pentanema Schltr., 1905
- Dendrobium pentapterum Schltr., 1905
- Dendrobium percnanthum Rchb.f., 1886
- Dendrobium pergracile Ames, 1914
- Dendrobium perlongum Schltr., 1912
- Dendrobium perpaulum Seidenf., 1995
- Dendrobium perulatum Gagnep., 1950
- Dendrobium petiolatum Schltr., 1912
- Dendrobium petrophilum (Kraenzl.) Garay ex N.Hallé, 1977
- Dendrobium phaeanthum Schltr., 1912
- Dendrobium phalaenopsis Fitzg., 1880
- Dendrobium phalangillum J.J.Sm., 1908
- Dendrobium phalangium Schltr., 1905
- Dendrobium philippinense Ames, 1914
- Dendrobium phillipsii Ames & Quisumb., 1935
- Dendrobium phragmitoides Schltr., 1925
- Dendrobium phuketense Schuit. & Peter B.Adams, 2011
- Dendrobium pictum Lindl., 1862
- Dendrobium piestocaulon Schltr., 1905
- Dendrobium pililobum J.J.Sm., 1913
- Dendrobium pinifolium Ridl., 1896
- Dendrobium piranha C.L.Chan & P.J.Cribb, 1994
- Dendrobium planibulbe Lindl., 1843
- Dendrobium planicaule Ridl., 1916
- Dendrobium planum J.J.Sm., 1905
- Dendrobium platybasis Ridl., 1916
- Dendrobium platyclinoides J.J.Sm., 1913
- Dendrobium platygastrium Rchb.f., 1878
- Dendrobium platylobum (Schltr.) J.J.Sm., 1934
- Dendrobium pleasancium P.O'Byrne & J.J.Verm., 2003
- Dendrobium plebejum J.J.Sm., 1907
- Dendrobium pleianthum Schltr., 1912
- Dendrobium pleiostachyum Rchb.f., 882
- Dendrobium pleurodes Schltr., 1912
- Dendrobium plicatile Lindl., 1840
- Dendrobium plumilobum J.J.Sm., 1935
- Dendrobium podocarpifolium Schltr., 1923
- Dendrobium podochiloides Schltr., 1912
- Dendrobium pogonantherum J.J.Sm., 1907
- Dendrobium pogoniates Rchb.f., 1886
- Dendrobium pohnpeiense Schuit. & Peter B.Adams, 2011
- Dendrobium poissonianum Schltr., 1906
- Dendrobium polyanthum Wall. ex Lindl., 1830
- Dendrobium polycladium Rchb.f., 1876
- Dendrobium polyphyllum Schltr., 1923
- Dendrobium polyschistum Schltr., 1912
- Dendrobium polysema Schltr., 1905
- Dendrobium polytrichum Ames, 1907
- Dendrobium ponapense Schltr., 1921
- Dendrobium poneroides Schltr., 1911
- Dendrobium porphyrochilum Lindl., 1858
- Dendrobium potamophila Schltr., 1912
- Dendrobium praecinctum Rchb.f., 1877
- Dendrobium praemorsum Schuit. & de Vogel, 2009
- Dendrobium praetermissum Seidenf., 1997
- Dendrobium prasinum Lindl., 1858
- Dendrobium prianganense J.J.Wood & J.B.Comber, 1988
- Dendrobium procerum Schltr., 1912
- Dendrobium procumbens Carr, 1932
- Dendrobium profusum Rchb.f., 1884
- Dendrobium prostheciglossum Schltr., 1912
- Dendrobium prostratum Ridl., 1896
- Dendrobium proteranthum Seidenf., 1985
- Dendrobium protractum Dauncey, 2003
- Dendrobium pruinosum Teijsm. & Binn., 1862
- Dendrobium pseudoaloifolium J.J.Wood, 1984
- Dendrobium pseudoaprinum J.J.Sm., 1929
- Dendrobium pseudocalceolum J.J.Sm., 907
- Dendrobium pseudoclavator J.J.Wood, 2010
- Dendrobium pseudoconanthum J.J.Sm., 1926
- Dendrobium pseudoconvexum Ames, 1915
- Dendrobium pseudodichaea Kraenzl., 1910
- Dendrobium pseudoequitans Fessel & Lückel, 2000
- Dendrobium pseudoglomeratum T.M.Reeve & J.J.Wood, 1982
- Dendrobium pseudointricatum Guillaumin, 1962
- Dendrobium pseudokurashigei J.J.Wood, 2010
- Dendrobium pseudolamellatum J.J.Wood & A.L.Lamb, 2010
- Dendrobium pseudopeloricum J.J.Sm., 1929
- Dendrobium pseudorarum Dauncey, 2003
- Dendrobium pseudostriatellum J.J.Wood & P.O'Byrne, 2008
- Dendrobium pseudotenellum Guillaumin, 1965
- Dendrobium pterocarpum Ames, 1923
- Dendrobium puberulilingue J.J.Sm., 1927
- Dendrobium pugioniforme A.Cunn. ex Lindl., 1839
- Dendrobium pulchellum Roxb. ex Lindl., 1830
- Dendrobium pulleanum J.J.Sm., 1911
- Dendrobium pullenianum Ormerod, 2007
- Dendrobium pulvilliferum Schltr., 1912
- Dendrobium pulvinatum Schltr., 1912
- Dendrobium punamense Schltr., 1905
- Dendrobium punbatuense J.J.Wood, 2008
- Dendrobium puncticulosum J.J.Sm., 1921
- Dendrobium puniceum Ridl., 1886
- Dendrobium purpureiflorum J.J.Sm., 1913
- Dendrobium purpureostelidium Ames, 1915
- Dendrobium purpureum Roxb., 1832
- Dendrobium putnamii A.D.Hawkes & A.H.Heller, 1957
- Dendrobium pycnostachyum Lindl., 1858

## Q
- Dendrobium quadriferum  Schltr., 1912
- Dendrobium quadrilobatum  Carr, 1929
- Dendrobium quadrilobum  Rolfe, 1896
- Dendrobium quadriquetrum  J.J.Sm., 1913
- Dendrobium quinquecallosum  J.J.Sm., 1920
- Dendrobium quinquecaudatum  J.J.Sm., 1929
- Dendrobium quinquedentatum  J.J.Sm., 1908
- Dendrobium quinquelobatum  Schltr., 1912
- Dendrobium quinquelobum  (Schltr.) J.J.Sm., 1912
- Dendrobium quisumbingii  A.D.Hawkes & A.H.Heller, 1957

## R

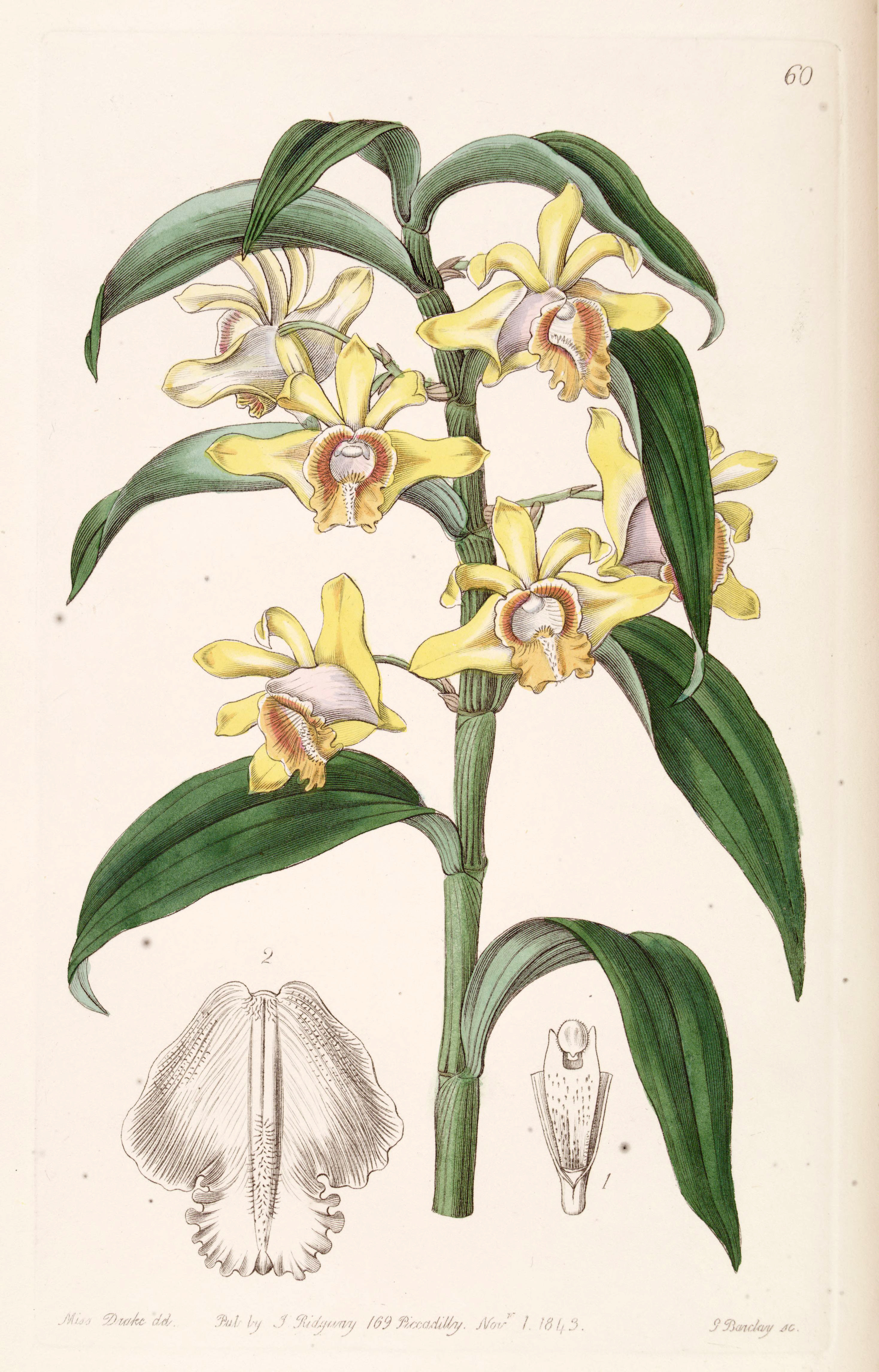
Dendrobium ruckeri

- Dendrobium racemosum  (Nicholls) Clemesha & Dockrill, 1964
- Dendrobium rachmatii  J.J.Sm., 1917
- Dendrobium racieanum  Cavestro, 2003
- Dendrobium radians  Rchb.f., 1868
- Dendrobium radicosum  Ridl., 1908
- Dendrobium ramificans  J.J.Sm., 1904
- Dendrobium ramosii  Ames, 1912
- Dendrobium rantii  J.J.Sm., 1934
- Dendrobium rappardii  J.J.Sm., 1943
- Dendrobium rariflorum  J.J.Sm., 1929
- Dendrobium rarum  Schltr., 1912
- Dendrobium ravanii  Cootes, 2008
- Dendrobium rechingerorum  Schltr., 1912
- Dendrobium reconditum  Schuit. & Peter B.Adams, 2011
- Dendrobium recurvatum  (Blume) J.J.Sm., 1929
- Dendrobium recurvifolium  J.J.Sm., 1929
- Dendrobium recurvilabre  J.J.Sm., 1915
- Dendrobium reflexibarbatulum  J.J.Sm., 1927
- Dendrobium reflexitepalum  J.J.Sm., 1921
- Dendrobium reflexum  Schuit. & de Vogel, 2009
- Dendrobium refractum  Teijsm. & Binn., 1862
- Dendrobium regale  Schltr., 1912
- Dendrobium reginanivis  P.O'Byrne & J.J.Verm., 2003
- Dendrobium regium  Prain, 1902
- Dendrobium reineckei  Schltr., 1911
- Dendrobium remotisepalum  J.J.Sm.,1929
- Dendrobium reniforme  J.J.Sm., 1913
- Dendrobium rennellii  P.J.Cribb, 1983
- Dendrobium revolutum  Lindl., 1840
- Dendrobium rhabdoglossum  Schltr., 1923
- Dendrobium rhipidolobum  Schltr., 1905
- Dendrobium rhodobalion  Schltr., 1910
- Dendrobium rhodocentrum  Rchb.f., 1872
- Dendrobium rhodochilum  (Ferreras & Cootes) Schuit. & Peter B.Adams, 2011
- Dendrobium rhodostele  Ridl., 1893
- Dendrobium rhodostictum  F.Muell. & Kraenzl., 1894
- Dendrobium rhombeum  Lindl., 1843
- Dendrobium rhombopetalum  Kraenzl., 1910
- Dendrobium rhytidothece  Schltr., 1912
- Dendrobium rickscottianum  P.O'Byrne & J.J.Verm., 2003
- Dendrobium ridleyanum  Schltr., 1905
- Dendrobium rigidifolium  Rolfe, 1899
- Dendrobium rigidum  R.Br., 1810
- Dendrobium rindjaniense  J.J.Sm., 1925
- Dendrobium riparium  J.J.Sm., 1913
- Dendrobium ritaeanum  King & Pantl., 1897
- Dendrobium roseatum  Ridl., 1896
- Dendrobium roseicolor  A.D.Hawkes & A.H.Heller, 1957
- Dendrobium roseiodorum  Sathap., T.Yukawa & Seelanan, 2010
- Dendrobium roseipes  Schltr., 1912
- Dendrobium rosellum  Ridl., 1896
- Dendrobium roseoflavidum  Schltr., 1912
- Dendrobium roseonervatum  Schltr., 1904
- Dendrobium roseosparsum  P.O'Byrne & J.J.Verm., 2004
- Dendrobium roseostriatum  Ridl., 1925
- Dendrobium roslii  P.O'Byrne, 2010
- Dendrobium rotundatum  (Lindl.) Hook.f., 1890
- Dendrobium rubropictum  Schltr., 1912
- Dendrobium ruckeri  Lindl., 1843
- Dendrobium ruginosum  Ames, 1933
- Dendrobium rugosum  (Blume) Lindl., 1830
- Dendrobium rugulosum  J.J.Sm., 1911
- Dendrobium rumphiae  Rchb.f., 1861
- Dendrobium rupestre  J.J.Sm., 1911
- Dendrobium rupicola  Ridl., 1915
- Dendrobium rutriferum  Rchb.f., 1887
- Dendrobium ruttenii  J.J.Sm., 1920

## S

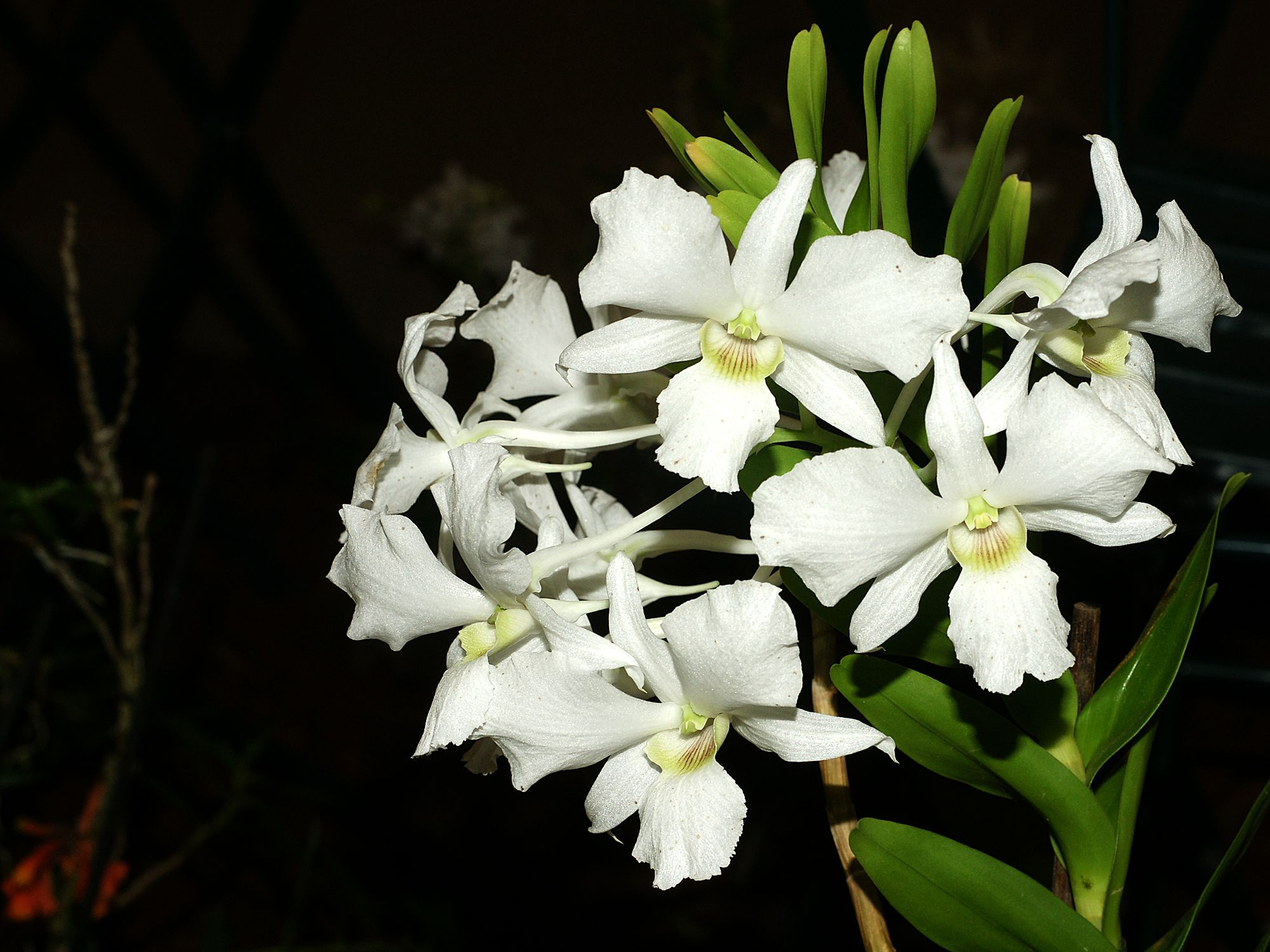
Dendrobium sanderae

- Dendrobium sabahense  J.J.Wood, 2008
- Dendrobium sacculiferum  J.J.Sm., 1922
- Dendrobium sagittatum  J.J.Sm., 1905
- Dendrobium salaccense  (Blume) Lindl., 1830
- Dendrobium salicifolium  J.J.Sm., 1935
- Dendrobium salomonense  Schltr., 1912
- Dendrobium sambasanum  J.J.Sm.,
- Dendrobium samoense  P.J.Cribb, 1983
- Dendrobium sancristobalense  P.J.Cribb, 1983
- Dendrobium sanderae  Rolfe, 1909
- Dendrobium sandsii  J.J.Wood & C.L.Chan, 1994
- Dendrobium sanguinolentum  Lindl., 1842
- Dendrobium sarawakense  Merr., 1921
- Dendrobium sarcochilus  Finet, 1903
- Dendrobium sarcodes  Schltr., 1912
- Dendrobium sarcophyllum  Schltr., 1912
- Dendrobium sarmentosum  Rolfe, 1896
- Dendrobium savannicola  Schltr., 1912
- Dendrobium sayeri  Schltr., 1907
- Dendrobium scabrifolium  Ridl., 1916
- Dendrobium scabrilingue  Lindl., 1858
- Dendrobium schinzii  Rolfe, 1906
- Dendrobium schistoglossum  Schltr., 1911
- Dendrobium schneiderae  F.M.Bailey, 1886
- Dendrobium schoeninum  Lindl., 1846
- Dendrobium schouteniense  J.J.Sm., 1929
- Dendrobium schrautii  Schildh., 2006
- Dendrobium schuetzei  Rolfe, 1911
- Dendrobium schulleri  J.J.Sm., 1914
- Dendrobium schwartzkopfianum  Kraenzl., 1898
- Dendrobium schweinfurthianum  A.D.Hawkes & A.H.Heller, 1957
- Dendrobium scirpoides  Schltr., 1911
- Dendrobium scopa  Lindl., 1842
- Dendrobium scopula  Schltr., 1912
- Dendrobium scoriarum  W.W.Sm., 1921
- Dendrobium scotiiforme  J.J.Sm., 1913
- Dendrobium sculptum  Rchb.f., 1863
- Dendrobium secundum  (Blume) Lindl. ex Wall., 1828
- Dendrobium sematoglossum  Schltr., 1911
- Dendrobium senile  E.C.Parish & Rchb.f., 1865
- Dendrobium sepikanum  Schltr., 1923
- Dendrobium septemcostulatum  J.J.Sm., 1920
- Dendrobium seranicum  J.J.Sm., 1928
- Dendrobium serena-alexianum  J.J.Wood & A.L.Lamb, 2008
- Dendrobium serratilabium  L.O.Williams, 1937
- Dendrobium serratipetalum  Schltr., 1923
- Dendrobium setifolium  Ridl., 1896
- Dendrobium setosum  Schltr., 1912
- Dendrobium shearmanii  Schuit. & de Vogel, 2009
- Dendrobium shihfuanum  (T.P.Lin & Kuo Huang) Schuit. & Peter B.Adams, 2011
- Dendrobium shiraishii  T.Yukawa & M.Nishida, 1992
- Dendrobium shixingense  Z.L.Chen, S.J.Zeng & J.Duan, 2010
- Dendrobium shompenii  B.K.Sinha & P.S.N.Rao, 1998
- Dendrobium siberutense  J.J.Sm., 1922
- Dendrobium sibilense  Ormerod, 2009
- Dendrobium sibuyanense  Lubag-Arquiza, Naranja, Baldos & Sacdalan, 2006
- Dendrobium sidikalangense  Dauncey, 2001
- Dendrobium signatum  Rchb.f., 1884
- Dendrobium simondii  Gagnep., 1950
- Dendrobium simplex  J.J.Sm.,Bull. Jard. Bot. Buitenzorg, II, 2: 8 (1911
- Dendrobium simplicicaule  J.J.Sm., 1929
- Dendrobium sinense  Tang & F.T.Wang, 1974
- Dendrobium singaporense  A.D.Hawkes & A.H.Heller, 1957
- Dendrobium singkawangense  J.J.Sm., 1935
- Dendrobium singulare  Ames & C.Schweinf., 1920
- Dendrobium sinominutiflorum  S.C.Chen, J.J.Wood & H.P.Wood, 2009
- Dendrobium sinsuronense  J.J.Wood, 2011
- Dendrobium sinuosum  Ames, 1922
- Dendrobium sirophyton  Schuit. & de Vogel, 2009
- Dendrobium sitanalae  J.J.Sm., 1915
- Dendrobium sladei  J.J.Wood & P.J.Cribb, 1982
- Dendrobium sleumeri  Ormerod, 2003
- Dendrobium smillieae  F.Muell., 1868
- Dendrobium smithianum  Schltr., 1911
- Dendrobium solomonense  (Carr) Schuit. & Peter B.Adams, 2011
- Dendrobium somae  Hayata, 1916
- Dendrobium soriense  Howcroft, 1996
- Dendrobium sororium  Schltr., 1910
- Dendrobium spatella  Rchb.f., 1865
- Dendrobium spathilabium  Ames & C.Schweinf., 1934
- Dendrobium spathilingue  J.J.Sm., 1913
- Dendrobium spathipetalum  J.J.Sm., 1914
- Dendrobium spathulatum  L.O.Williams, 1938
- Dendrobium speciosum  Sm., 1804
- Dendrobium speckmaieri  Fessel & Lückel, 2002
- Dendrobium spectabile  (Blume) Miq., 1859
- Dendrobium spectatissimum  Rchb.f., 1876
- Dendrobium speculum  J.J.Sm., 1907
- Dendrobium spenceanum  Ormerod, 2005
- Dendrobium sphenochilum  F.Muell. & Kraenzl., 1894
- Dendrobium spinuliferum  Ormerod, 2005
- Dendrobium spurium  (Blume) J.J.Sm., 1905
- Dendrobium steatoglossum  Rchb.f., 1876
- Dendrobium steinii  J.J.Sm., 1934
- Dendrobium stelidiiferum  J.J.Sm., 1920
- Dendrobium stella-silvae  (Loher & Kraenzl.) Ames, 1915
- Dendrobium stellare  Dauncey, 2003
- Dendrobium stelliferum  J.J.Sm., 1929
- Dendrobium stenocentrum  Schltr., 1905
- Dendrobium stenoglossum  Gagnep., 1932
- Dendrobium stenophyllum  Schltr., 1912
- Dendrobium stenophytoides  (P.O'Byrne & J.J.Verm.) Schuit. & Peter B.Adams, 2011
- Dendrobium stenophyton  Schltr., 1910
- Dendrobium stictanthum  Schltr., 1912
- Dendrobium stipiticola  Ormerod, 2005
- Dendrobium stockeri  T.Yukawa, 2000
- Dendrobium stolleanum  Schltr., 1923
- Dendrobium stratiotes  Rchb.f., 1886
- Dendrobium straussianum  Schltr., 1915
- Dendrobium strebloceras  Rchb.f., 1886
- Dendrobium strepsiceros  J.J.Sm., 1912
- Dendrobium striaenopsis  M.A.Clem. & D.L.Jones, 1989
- Dendrobium striatellum  Carr, 1932
- Dendrobium striatiflorum  J.J.Sm., 1913
- Dendrobium stricticalcarum  W.Suarez & Cootes, 2008
- Dendrobium striolatum  Rchb.f., 1857
- Dendrobium strongylanthum  Rchb.f., 1878
- Dendrobium strongyloflorum  J.J.Wood, 2008
- Dendrobium stuposum  Lindl., 1838
- Dendrobium subacaule  Reinw. ex Lindl., 1858
- Dendrobium subbilobatum  Schltr., 1923
- Dendrobium subclausum  Rolfe, 1894
- Dendrobium subelobatum  J.J.Sm., 1929
- Dendrobium subfalcatum  J.J.Sm., 1913
- Dendrobium subflavidum  Ridl., 1908
- Dendrobium subintegrum  (P.J.Cribb & B.A.Lewis) Schuit. & Peter B.Adams, 2011
- Dendrobium sublobatum  J.J.Sm., 1913
- Dendrobium subpandifolium  J.J.Sm., 1927
- Dendrobium subpetiolatum  Schltr., 1912
- Dendrobium subquadratum  J.J.Sm., 1908
- Dendrobium subradiatum  J.J.Sm., 1913
- Dendrobium subretusum  J.J.Sm., 1912
- Dendrobium subserratum  Schltr., 1912
- Dendrobium subtricostatum  J.J.Sm., 1929
- Dendrobium subulatoides  Schltr., 1911
- Dendrobium subulatum  (Blume) Lindl., 1830
- Dendrobium subuliferum  J.J.Sm., 1911
- Dendrobium sulcatum  Lindl., 1838
- Dendrobium sulphureum  Schltr., 1912
- Dendrobium sumatranum  A.D.Hawkes & A.H.Heller, 1957
- Dendrobium summerhayesianum  A.D.Hawkes & A.H.Heller, 1957
- Dendrobium superans  J.J.Sm., 1927
- Dendrobium sutepense  Rolfe ex Downie, 1925
- Dendrobium sutiknoi  P.O'Byrne, 2005
- Dendrobium suzukii  T.Yukawa, 2002
- Dendrobium swartzii  A.D.Hawkes & A.H.Heller, 1957
- Dendrobium sylvanum  Rchb.f., 1876

## T

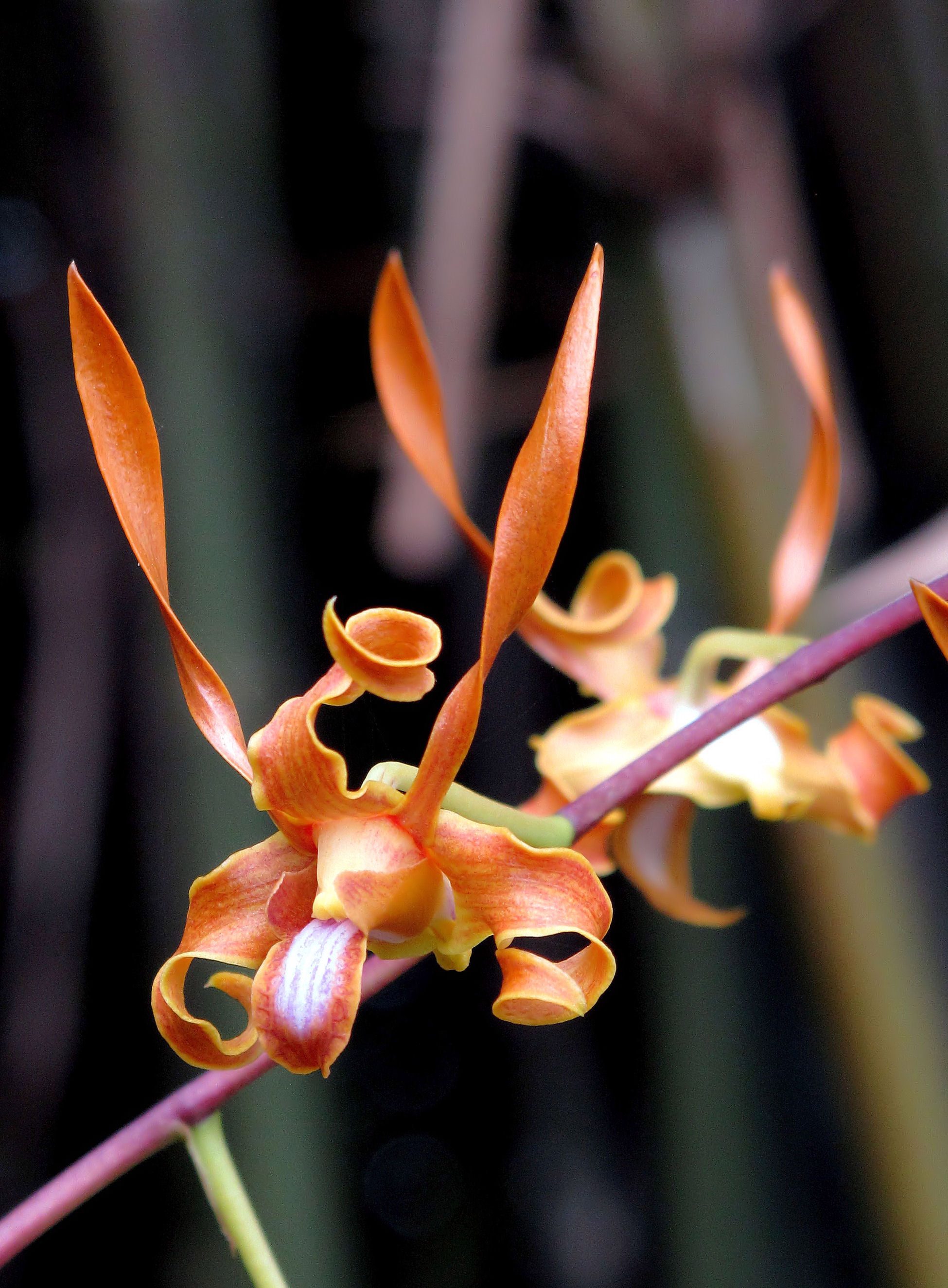
Dendrobium tangerinum

- Dendrobium takadui  (Schltr.) J.J.Sm., 1912
- Dendrobium tampangii  P.O'Byrne, 2001
- Dendrobium tangerinum  P.J.Cribb, 1980
- Dendrobium tapiniense  T.M.Reeve, 1980
- Dendrobium taurinum  Lindl., 1843
- Dendrobium taurulinum  J.J.Sm., 1920
- Dendrobium taveuniense  Dauncey & P.J.Cribb, 1993
- Dendrobium tawauense  J.J.Wood, 2011
- Dendrobium taylorii  (F.Muell.) F.M.Bailey, 1884
- Dendrobium teloense  J.J.Sm., 1906
- Dendrobium tenellum  (Blume) Lindl., 1830
- Dendrobium tentaculatum  Schltr., 1905
- Dendrobium tenue  J.J.Sm., 1917
- Dendrobium tenuicaule  Hook.f., 1890
- Dendrobium teretifolium  R.Br., 1810
- Dendrobium terminale  E.C.Parish & Rchb.f., 1874
- Dendrobium terrestre  J.J.Sm., 1911
- Dendrobium tetrabrachium  J.J.Wood, 2008
- Dendrobium tetrachromum  Rchb.f., 1880
- Dendrobium tetraedre  (Blume) Lindl., 1830
- Dendrobium tetragonum  A.Cunn. ex Lindl., 1839
- Dendrobium tetralobatum  (P.O'Byrne & J.J.Verm.) Schuit. & Peter B.Adams, 2011
- Dendrobium tetralobum  Schltr., 1906
- Dendrobium textile  J.J.Sm., 1932
- Dendrobium thyrsiflorum  B.S.Williams, 1871
- Dendrobium thyrsodes  Rchb.f., 1859
- Dendrobium thysanophorum  Schltr., 1911
- Dendrobium tiongii  Cootes, 2010
- Dendrobium tipula  J.J.Sm., 1908
- Dendrobium tipuliferum  Rchb.f., 1877
- Dendrobium tobaense  J.J.Wood & J.B.Comber, 1993
- Dendrobium tokai  Rchb.f., 1865
- Dendrobium tomaniense  J.J.Wood, 2010
- Dendrobium toppiorum  A.L.Lamb & J.J.Wood, 2008
- Dendrobium torajaense  P.O'Byrne, 1999
- Dendrobium toressae  (F.M.Bailey) Dockrill, 1964
- Dendrobium torquisepalum  Kraenzl., 1910
- Dendrobium torricellense  Schltr., 1905
- Dendrobium tortile  Lindl., 1847
- Dendrobium tortitepalum  J.J.Sm., 1929
- Dendrobium toxopei  J.J.Sm., 1928
- Dendrobium tozerense  Lavarack, 1977
- Dendrobium trachythece  Schltr., 1923
- Dendrobium trankimianum  T.Yukawa, 2004
- Dendrobium transparens  Wall. ex Lindl., 1830
- Dendrobium transtilliferum  J.J.Sm., 1922
- Dendrobium transversilobum  J.J.Sm., 1910
- Dendrobium trantuanii  Perner & X.N.Dang, 2003
- Dendrobium treacherianum  Rchb.f. ex Hook.f., 1881
- Dendrobium treubii  J.J.Sm., 1905
- Dendrobium treutleri  (Hook.f.) Schuit. & Peter B.Adams, 2011
- Dendrobium triangulum  J.J.Sm., 1914
- Dendrobium tricallosum  Ames & C.Schweinf., 1920
- Dendrobium trichosepalum  Gilli, 1983
- Dendrobium trichostomum  Rchb.f. ex Oliv., 1875
- Dendrobium tricristatum  Schuit. & Peter B.Adams, 2011
- Dendrobium tricuspe  (Blume) Lindl., 1830
- Dendrobium tridentatum  Ames & C.Schweinf., 1920
- Dendrobium tridentiferum  Lindl., 1843
- Dendrobium triflorum  (Blume) Lindl., 1830
- Dendrobium trifurcatum  (Carr) Schuit. & Peter B.Adams, 2011
- Dendrobium trigonellodorum  Kraenzl., 1910
- Dendrobium trigonopus  Rchb.f., 1887
- Dendrobium trilamellatum  J.J.Sm., 1908
- Dendrobium trilobulatum  Kores, 1989
- Dendrobium trinervium  Ridl., 1896
- Dendrobium triquetrum  Ridl., 1886
- Dendrobium triste  Schltr., 1912
- Dendrobium tropaeoliflorum  Hook.f., 1890
- Dendrobium tropidophorum  Schltr., 1912
- Dendrobium trullatum  J.J.Wood & A.L.Lamb, 1994
- Dendrobium truncatum  Lindl., 1858
- Dendrobium truncicola  Schltr., 1911
- Dendrobium tsangianum  (Ormerod) Schuit. & Peter B.Adams, 2011
- Dendrobium tsii  Schuit. & Peter B.Adams, 2011
- Dendrobium tuberculatum  J.J.Sm., 1913
- Dendrobium tubiflorum  J.J.Sm., 1914
- Dendrobium tunense  J.J.Sm., 1909

## U

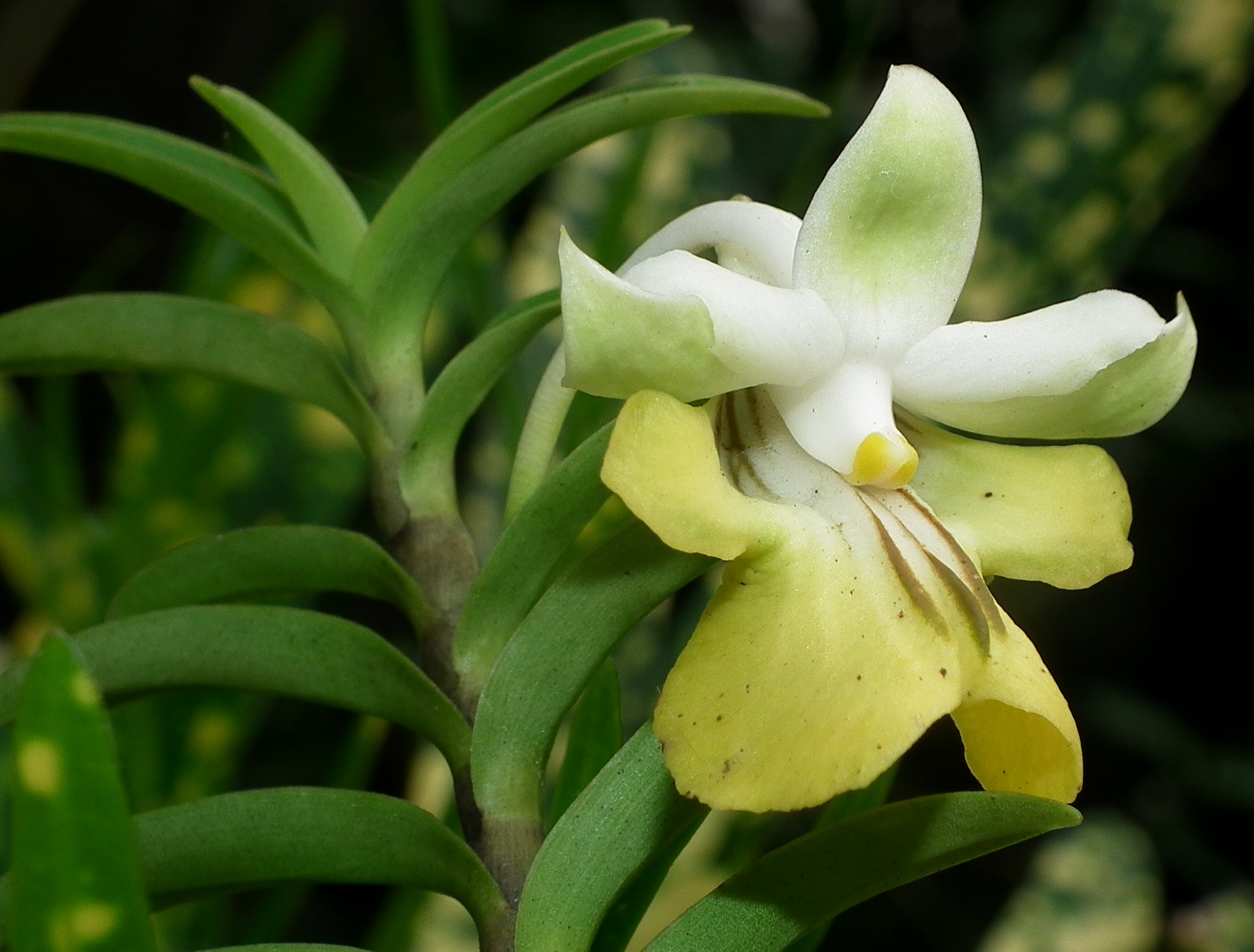
Dendrobium uniflorum

- Dendrobium uliginosum  J.J.Sm., 1910
- Dendrobium umbellatum  (Gaudich.) Rchb.f., 1861
- Dendrobium umbonatum  Seidenf., 1985
- Dendrobium uncatum  Lindl., 1858
- Dendrobium uncipes  J.J.Sm., 1912
- Dendrobium undatialatum  Schltr., 1912
- Dendrobium unibulbe  (Seidenf.) Schuit. & Peter B.Adams, 2011
- Dendrobium unicarinatum  Kores, 1989
- Dendrobium unicorne  Ames, 1915
- Dendrobium unicum  Seidenf., 1970
- Dendrobium uniflorum  Griff., 1851
- Dendrobium usterii  Schltr., 1906
- Dendrobium usterioides  Ames, 1915
- Dendrobium ustulatum  Carr, 1932
- Dendrobium utile  J.J.Sm., 1904

## V

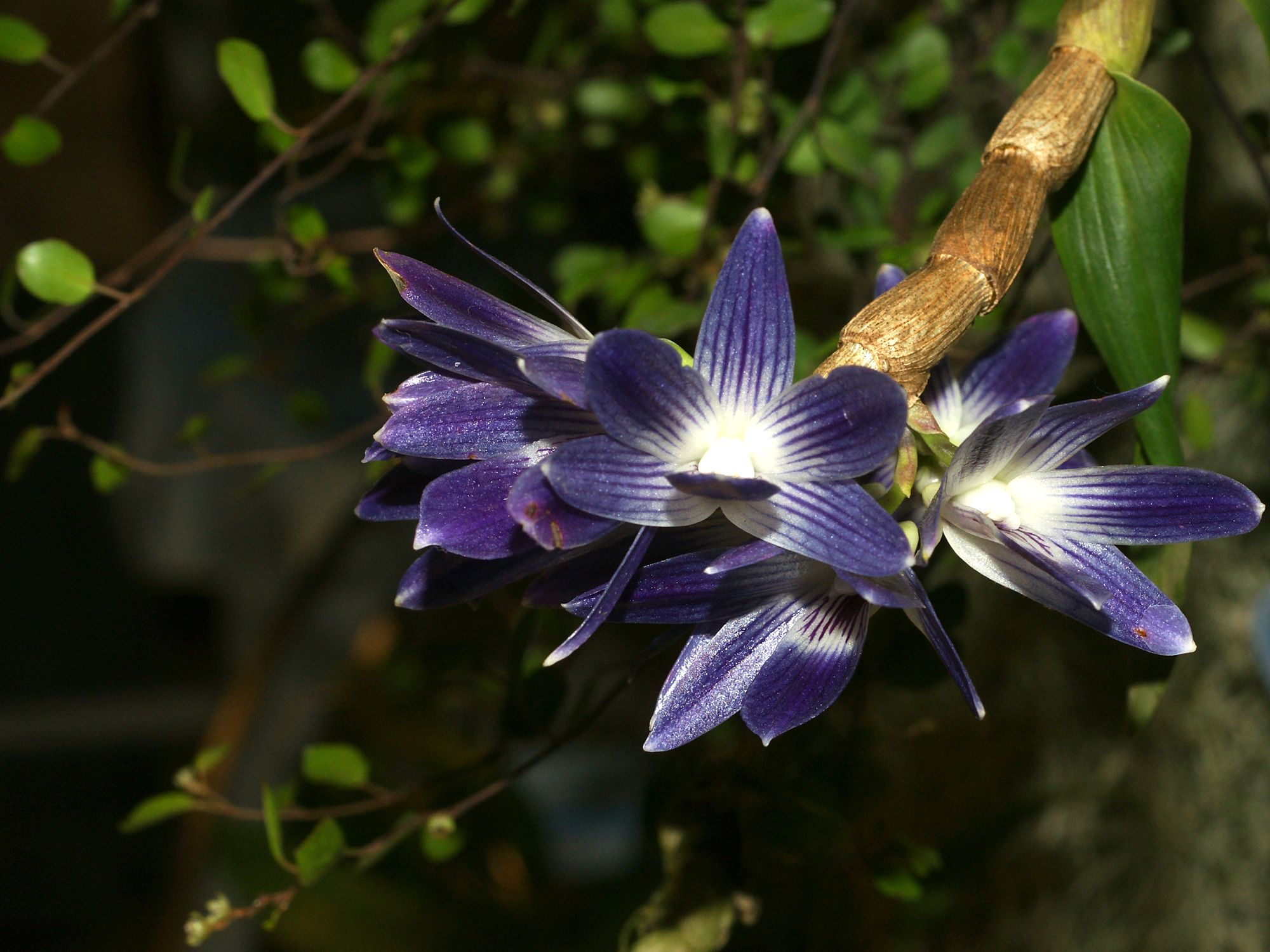
Dendrobium victoriae-reginae

- Dendrobium vagabundum A.D.Hawkes & A.H.Heller, 1957
- Dendrobium vagans Schltr., 1911
- Dendrobium validicolle J.J.Sm., 1908
- Dendrobium vanderwateri Ridl., 1916
- Dendrobium vandifolium Finet, 1903
- Dendrobium vandoides Schltr., 1912
- Dendrobium vanhulstijnii J.J.Sm., 1917
- Dendrobium vanilliodorum J.J.Sm., 1913
- Dendrobium vanleeuwenii J.J.Sm., 1935
- Dendrobium vannouhuysii J.J.Sm., 1911
- Dendrobium vanuatuense Schuit. & Peter B.Adams, 2011
- Dendrobium velutinelabrum M.A.Clem. & Cootes, 2009
- Dendrobium ventricosum Kraenzl., 1910
- Dendrobium ventrilabium J.J.Sm., 1922
- Dendrobium venustum Teijsm. & Binn., 1864
- Dendrobium vernicosum Schltr., 1912
- Dendrobium verruciferum Rchb.f., 1876
- Dendrobium verruciflorum Schltr., 1912
- Dendrobium verruculosum Schltr., 1912
- Dendrobium versicolor Cogn., 1895
- Dendrobium versteegii J.J.Sm., 1912
- Dendrobium vesiculosum M.A.Clem. & D.L.Jones, 1996
- Dendrobium vestigiiferum J.J.Sm., 1934
- Dendrobium vexillarius J.J.Sm., 1910
- Dendrobium victoriae-reginae Loher, 1897
- Dendrobium vietnamense Aver., 2005
- Dendrobium villosulum Wall. ex Lindl., 1830
- Dendrobium vinosum Schltr., 1923
- Dendrobium violaceoflavens J.J.Sm., 1929
- Dendrobium violaceominiatum Schltr., 1921
- Dendrobium violaceopictum Schltr., 1912
- Dendrobium violaceum Kraenzl., 1910
- Dendrobium violascens J.J.Sm., 1927
- Dendrobium virgineum Rchb.f., 1884
- Dendrobium viridiflorum F.M.Bailey, 1898
- Dendrobium viriditepalum J.J.Sm., 1917
- Dendrobium viridulum Ridl., 1896
- Dendrobium virotii Guillaumin, 1941
- Dendrobium vitiense Rolfe, 1921
- Dendrobium vogelsangii P.O'Byrne, 2000
- Dendrobium vonroemeri J.J.Sm., 1910

## W
- Dendrobium wangliangii  G.W.Hu, C.L.Long & X.H.Jin, 2008
- Dendrobium wardianum  R.Warner, 1863
- Dendrobium wassellii  S.T.Blake, 1963
- Dendrobium wattii  (Hook.f.) Rchb.f., 1888
- Dendrobium wekainense  Ormerod, 2009
- Dendrobium wentianum  J.J.Sm., 1911
- Dendrobium wenzelii  Ames, 1915
- Dendrobium whistleri  P.J.Cribb, 1995
- Dendrobium wichersii  Schltr., 1910
- Dendrobium widjajanum  Ormerod, 2008
- Dendrobium wightii  A.D.Hawkes & A.H.Heller, 1962
- Dendrobium williamsianum  Rchb.f., 1878
- Dendrobium williamsonii  Day & Rchb.f., 1869
- Dendrobium wisselense  P.J.Cribb, 1981
- Dendrobium wolterianum  Schltr., 1912
- Dendrobium woluense  J.J.Sm., 1928
- Dendrobium womersleyi  T.M.Reeve, 1982
- Dendrobium woodsii  P.J.Cribb, 1981
- Dendrobium wulaiense  Howcroft, 1981

## X
- Dendrobium xanthoacron Schltr., 1906
- Dendrobium xanthocaulon Schltr., 1912
- Dendrobium xanthogenium Schltr., 1923
- Dendrobium xantholeucum Rchb.f., 1865
- Dendrobium xanthomeson Schltr., 1905
- Dendrobium xanthophlebium Lindl., 1857
- Dendrobium xanthothece Schltr., 1912
- Dendrobium xichouense S.J.Cheng & Z.Z.Tang, 1984
- Dendrobium xiphophyllum Schltr., 1911
- Dendrobium xylophyllum Kraenzl., 1910

## Y
- Dendrobium yeageri  Ames & Quisumb., 1934
- Dendrobium yongii  J.J.Wood, 2008
- Dendrobium ypsilon  Seidenf., 1985

## Z
- Dendrobium zamboangense  Ames, 1915
- Dendrobium zebrinum  J.J.Sm., 1904